# Europa
A Europa é um dos seis continentes do mundo. Compreendendo a península ocidental da Eurásia, a Europa geralmente divide-se da Ásia a leste pela divisória de águas dos montes Urais, o rio Ural, o mar Cáspio, o Cáucaso, e o mar Negro a sudeste. A Europa é limitada pelo oceano Glacial Ártico e outros corpos de água no norte, pelo oceano Atlântico a oeste, pelo mar Mediterrâneo ao sul, e pelo mar Negro e por vias navegáveis interligadas ao sudeste. No entanto, as fronteiras para a Europa, um conceito que remonta à Antiguidade clássica, são um tanto arbitrárias, visto que o termo "Europa" pode referir-se a uma distinção cultural e política ou geográfica.
A Europa é o segundo menor continente em superfície do mundo, cobrindo cerca de 10 180 000 km² ou 2% da superfície da Terra e cerca de 6,8% da área acima do nível do mar. Dos cerca de 50 países da Europa, a Rússia é o maior tanto em área quanto em população (sendo que a Rússia se estende por dois continentes, a Europa e a Ásia) e o Vaticano é o menor. A Europa é o quarto continente mais populoso do mundo, após a Ásia, a África e a(s) América(s), com 740 milhões de habitantes em 2015, cerca de 11% da população mundial naquele ano, isto é, a cada 100 pessoas no mundo neste período, 11 viviam no continente. No entanto, de acordo com a Organização das Nações Unidas (estimativa média), o peso europeu pode cair para cerca de 7% em 2050. Em 1900, por exemplo, a população europeia representava 25% da população mundial (ou seja, a cada 4 habitantes do mundo naquele ano, 1 vivia dentro dos limites do continente).
A Europa, nomeadamente a Grécia Antiga, é considerada o berço da cultura ocidental. Tendo desempenhado um papel preponderante na cena mundial a partir do século XVI, especialmente após o início do colonialismo. Entre os séculos XVI e XX, as nações europeias controlaram em vários momentos as Américas, a maior parte da África, a Oceânia e grande parte da Ásia. Ambas as guerras mundiais foram em grande parte centradas na Europa, sendo considerado como o principal fator para um declínio do domínio da Europa Ocidental na política e economia mundial a partir de meados do século XX, com os Estados Unidos e a União Soviética ganhando maior protagonismo. Durante a Guerra Fria, a Europa estava dividida politicamente ao longo da Cortina de Ferro entre a Organização do Tratado do Atlântico Norte, a oeste, e o Pacto de Varsóvia, a leste. A vontade de evitar outra guerra acelerou o processo de integração europeia e levou à formação do Conselho Europeu e da União Europeia na Europa Ocidental, os quais, desde a queda do Muro de Berlim e do fim da União Soviética em 1991, têm vindo a expandir-se para o leste. A moeda da maior parte dos países da União Europeia, o euro, é mais comumente usada por europeus; O Acordo de Schengen aboliu controles de imigração fortes nas fronteiras de países membros da União Europeia. O hino à Alegria é o hino do Conselho Europeu e da União Europeia.

## Definição

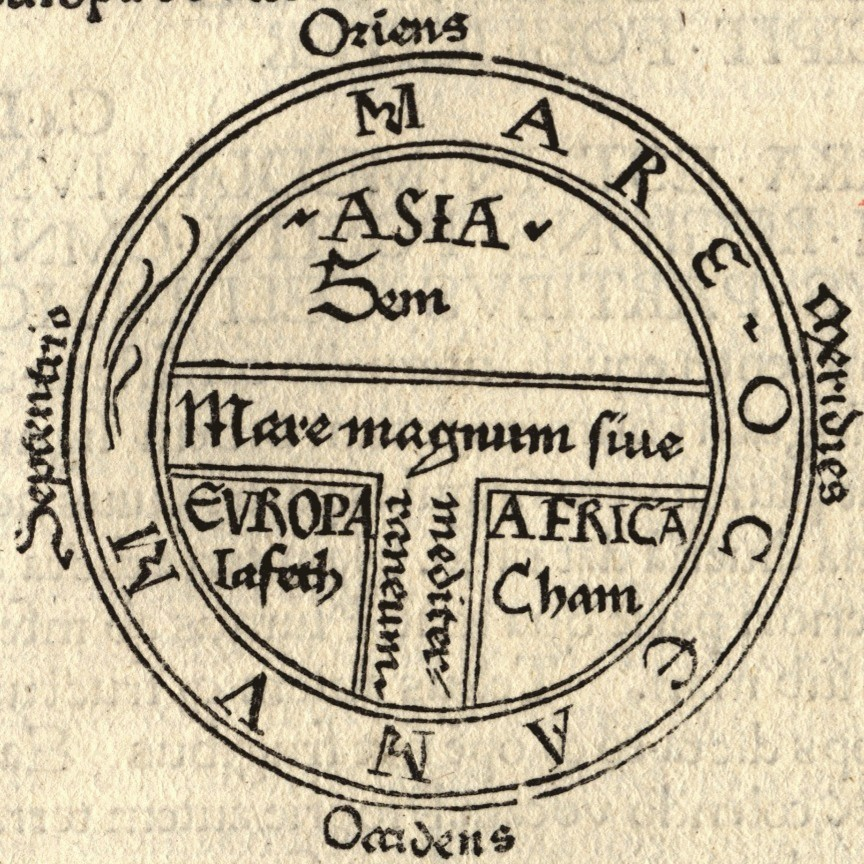
O mapa medieval T e O, de 1472, mostrando a divisão do mundo em 3 continentes, atribuídos aos três filhos de Noé

O uso do termo "Europa" desenvolveu-se gradualmente ao longo da história. Na antiguidade, o historiador grego Heródoto provavelmente em referência a mapas de Hecateu de Mileto embora sem o nomear explicitamente, descreve o mundo como tendo sido dividido em três continentes, sendo eles a Europa, a Ásia e a Líbia (África), com o Nilo e o rio Fásis formando de suas fronteiras, embora também afirme que alguns consideravam o rio Don, em vez do Fásis, como a fronteira entre Europa e Ásia. Flávio Josefo e o Livro dos Jubileus descrevem os continentes como as terras dadas por Noé aos seus três filhos, sendo a Europa definida entre as Colunas de Hércules no Estreito de Gibraltar, separando-a da África, e o rio Don, separando-o da Ásia.
A definição cultural da Europa como terras da cristandade latina consolidou-se no século VIII, significando um novo local cultural criado através da confluência de tradições germânicas e da cultura cristã-latina, definidas em parte, em contraste com o Islão e Império Bizantino, e limitado a norte pela Ibéria (no Cáucaso), Ilhas Britânicas, França, Alemanha ocidental cristianizada, e as regiões alpinas do norte e no centro da Itália. Esta divisão, tanto geográfica como cultural, foi utilizada até a Baixa Idade Média, quando foi desafiada pela Era dos descobrimentos. O problema da redefinição da Europa, finalmente foi resolvido em 1730 quando, em vez de canais, o geógrafo e cartógrafo sueco von Strahlenberg propôs os Montes Urais como a fronteira mais importante do leste, uma sugestão que foi aceita na Rússia e em toda a Europa.
A Europa está agora em geral, definida pelos geógrafos, como a península ocidental da Eurásia, com seus limites marcados por grandes massas de água para o norte, oeste e sul; limites da Europa para o Extremo Oriente são normalmente tomadas para os Urais, o rio Ural, e o Mar Cáspio, a sudeste, as montanhas do Cáucaso, o Mar Negro e nas vias que ligam o Mar Negro ao Mar Mediterrâneo.
Às vezes, a palavra "Europa" é utilizada de forma geopoliticamente limitada para se referir apenas à União Europeia ou, ainda mais exclusiva, a um núcleo cultural definido. Por outro lado, o Conselho da Europa tem 47 países membros, e apenas 28 estados-membros são parte da União Europeia. Além disso, pessoas que vivem em áreas insulares, como a Irlanda, o Reino Unido, no Atlântico Norte e Mediterrâneo e ilhas também na Escandinávia podem rotineiramente se referir a parte "continental" ou ao "continente" da Europa ou simplesmente como "o continente".
Mapa da Europa, mostrando as fronteiras geográficas mais utilizadas
(legenda:
azul = países transcontinentais• verde = países historicamente europeus, mas fora das fronteiras europeias). 

## Etimologia

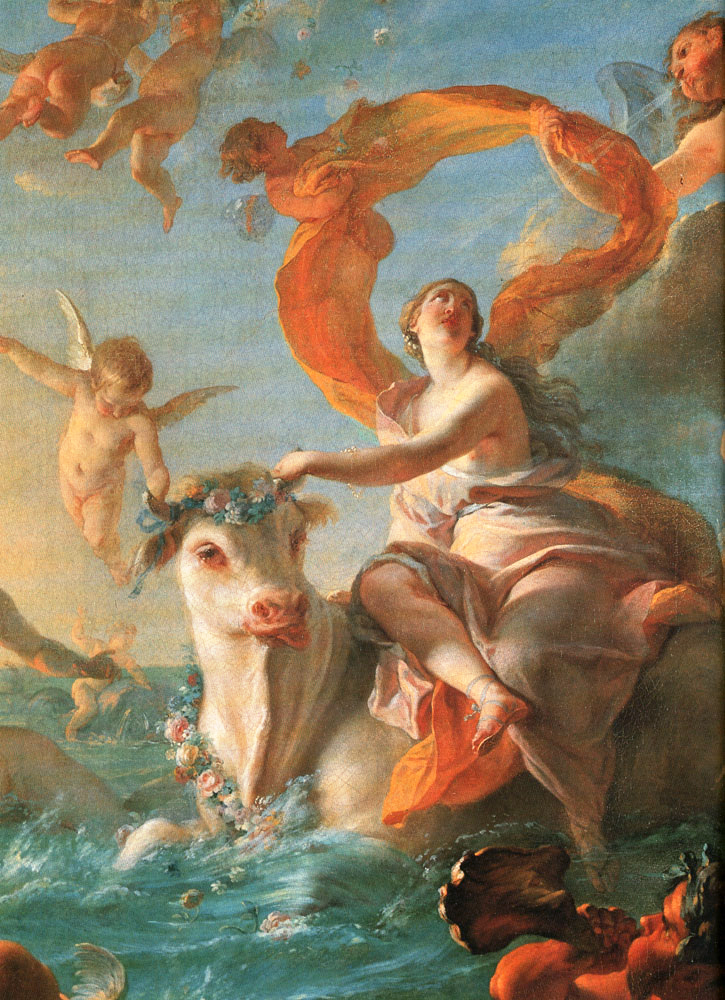
Enlèvement d'Europe de Nöel-Nicolas Coypel, c. 1726

Na mitologia grega, Europa era uma princesa fenícia que Zeus sequestrou depois de assumir a forma de um touro branco deslumbrante. Ele a levou para a ilha de Creta, onde ela deu à luz Minos, Radamanto e Sarpedão. Para Homero, Europa (em grego: Εὐρώπη, Eurṓpē) era uma rainha mitológica de Creta e não uma designação geográfica. Mais tarde, o termo Europa foi usado para se referir ao centro-norte da Grécia, e em 500 a.C., seu significado foi estendido para as terras ao norte.
O nome Europa é de etimologia incerta. Uma teoria sugere que a palavra é derivada do grego εὐρύς (eurus), que significa "largo, amplo" e ὤψ/ὠπ-/ὀπτ- (ōps/ōp-/opt-) significa "olho, rosto, semblante", portanto Eurṓpē seria algo como "ampla contemplação". Amplo era um epíteto da própria Terra na religião protoindo-europeia. Outra teoria sugere que o termo é baseado em uma palavra semita como o mesmo significado do acadiano erebu, algo como "para ir para baixo, pôr-se" (cf. Ocidente), um cognato do fenício ereb "noite; oeste" e do árabe do Magrebe, do hebraico ma'ariv (ver Érebo, PIE *h1regʷos, "escuridão"). No entanto, M. L. West afirma que "fonologicamente, a correspondência entre o nome de Europa e qualquer forma da palavra semítica é muito pobre".
As principais línguas do mundo usam palavras derivadas de "Europa" para se referir ao "continente" (península). O chinês, por exemplo, usa a palavra Ōuzhōu (歐洲); este termo também é usado para se referir à União Europeia nas relações diplomáticas em língua japonesa, apesar do termo katakana Yōroppa (ヨーロッパ) ser mais comumente usado. No entanto, em algumas línguas turcas, o nome originalmente persa Frangistan (terra dos francos) é usado casualmente para se referir à grande parte da Europa, além de nomes oficiais, como Avrupa ou Evropa.

## História

### Pré-história

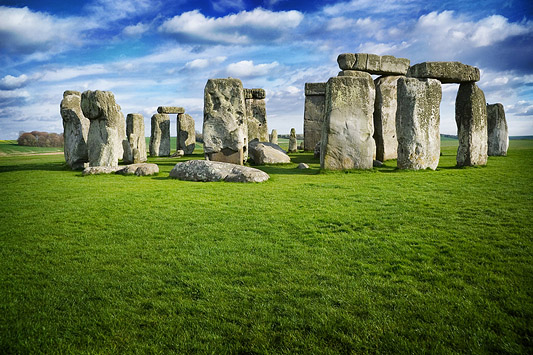
Sol sobre o Stonehenge, no Reino Unido, durante o solstício de inverno

Os Homo erectus e os Neanderthalis habitavam a Europa bem antes do surgimento dos humanos modernos, os Homo sapiens. Os ossos dos primeiros europeus foram achados em Dmanisi, Geórgia, e datados de 1,8 milhões de anos. O primeiro aparecimento do povo anatomicamente moderno na Europa é datado de 35 000 a.C. Evidências de assentamentos permanentes datam do 7º milénio a.C. na Bulgária, Roménia e Grécia. O período neolítico chegou na Europa central no 6º milénio a.C. e em partes da Europa Setentrional no 5º e 4º milénio a.C.. A civilização Tripiliana (5 508-2 750 a.C.) foi a primeira grande civilização da Europa e uma das primeiras do mundo; era localizada na Ucrânia moderna e também na Moldávia e Roménia. Foi provavelmente mais antiga que os Sumérios no Oriente Próximo, e tinha cidades com 15 000 habitantes que cobriam 450 hectares.
Começando no Neolítico, tem-se a civilização dos Camunos no Val Camonica, Itália, que deixou mais de 350 000 petróglifos, o maior sítio arqueológico da Europa.
Também conhecido como Idade do Cobre, o Calcolítico europeu foi um tempo de mudanças e confusão. O fato mais relevante foi a infiltração e invasão de imensas partes do território por povos originários da Ásia Central, considerado pelos principais historiadores como sendo os originais indo-europeus, mas há ainda diversas teorias em debate. Outro fenómeno foi a expansão do Megalitismo e o aparecimento da primeira significante estratificação económica e, relacionado a isso, as primeiras monarquias conhecidas da região dos Balcãs. A primeira civilização bem conhecida da Europa foi as dos Minoicos da ilha de Creta e depois os Micenas em adjacentes partes da Grécia, no começo do 2º milénio a.C..
Embora o uso do ferro fosse de conhecimento dos povos egeus por volta de 1 100 a.C., não chegou à Europa Central antes de 800 a.C., levando ao início da Cultura de Hallstatt, uma evolução da Idade do Ferro (que até então se encontrava na Cultura dos Campos de Urnas). Provavelmente como subproduto desta superioridade tecnológica, pouco depois os indo-europeus consolidam claramente suas posições na Itália e na Península Ibérica, penetrando profundamente naquelas penínsulas (Roma foi fundada em 753 a.C.).

### Antiguidade clássica

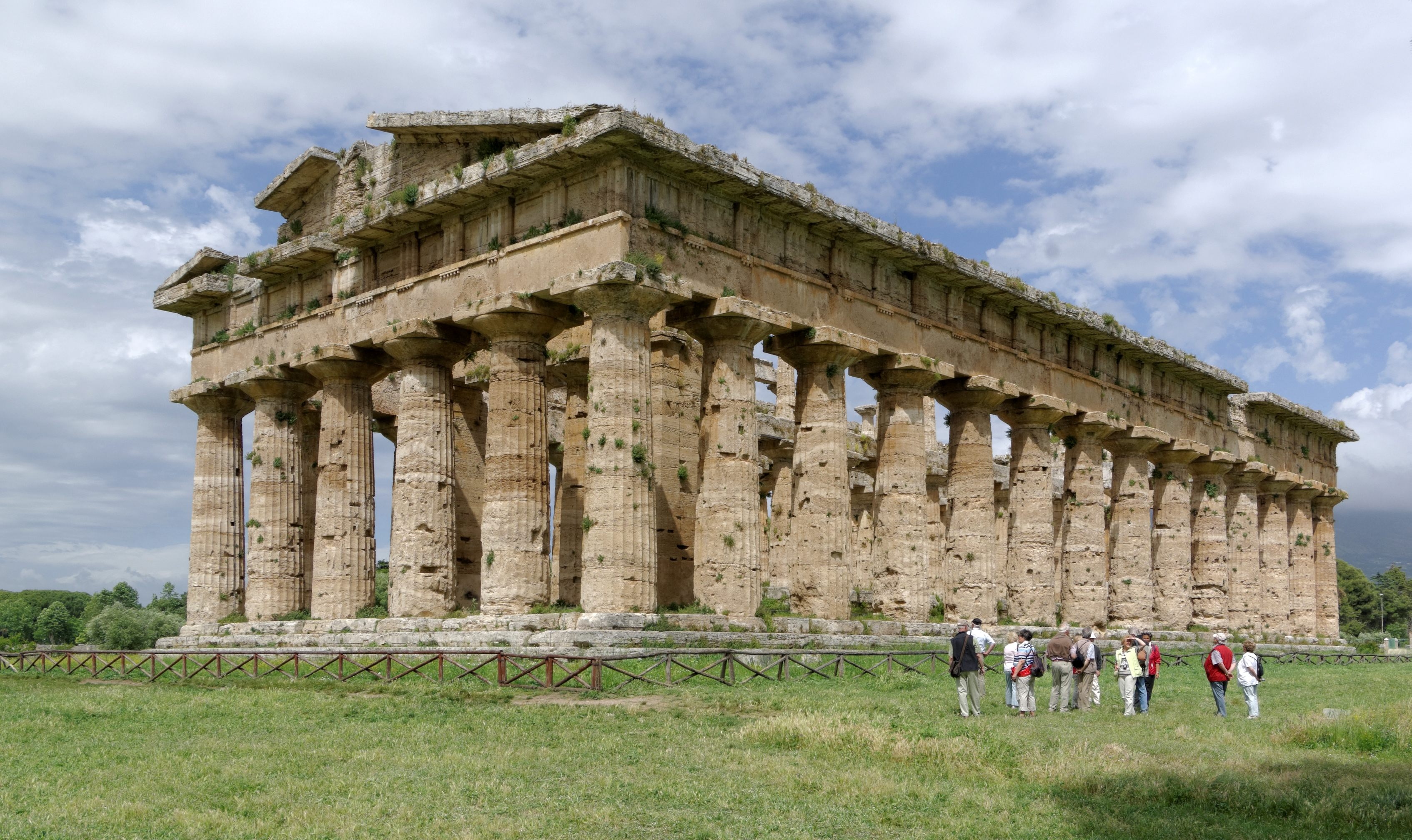
O templo grego de Apolo, em Pesto, Itália

Os gregos e romanos deixaram um legado na Europa que é evidente nos pensamentos, leis, mentes e línguas actuais. A Grécia Antiga foi uma união de cidades-estado, na qual uma primitiva forma de democracia se desenvolveu. Atenas foi sua cidade mais poderosa e desenvolvida, e um berço de ensinamento nos tempos de Péricles. Fóruns de cidadãos aconteciam e o policiamento do estado deu ordem ao aparecimento dos mais notáveis filósofos clássicos, como Sócrates, Platão e Aristóteles. Como rei do Reino Grego da Macedónia, as campanhas militares de Alexandre o Grande espalharam a cultura helénica até às nascentes do rio Indo.

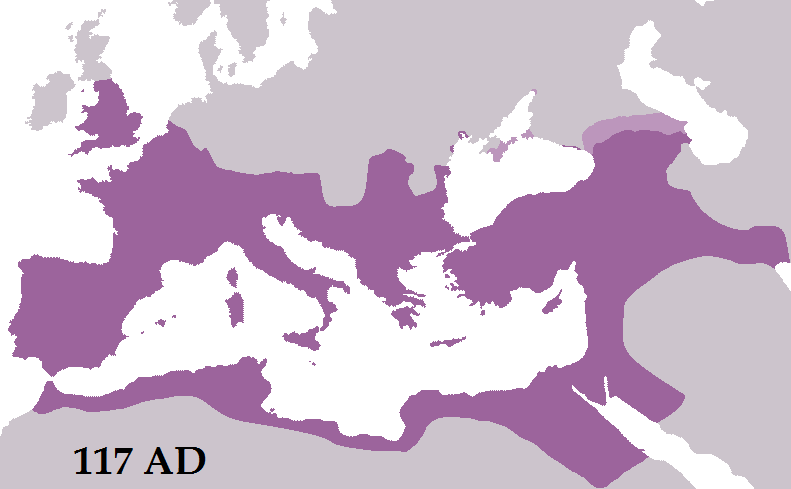
Império Romano na sua extensão máxima

Mas a República Romana, alicerçada pela vitória sobre Cartago nas Guerras Púnicas, estava crescendo na região. A sabedoria grega passada às instituições romanas, assim como a própria Atenas foi absorvida sob a bandeira do senado e do povo de Roma. Os romanos expandiram seu império desde a Arábia até a Bretanha. Em 44 a.C. quando atingiu o seu ápice, seu líder, Júlio César foi morto sob suspeitas de estar corrompendo a república para se tornar um ditador. Na sucessão, Otaviano usurpou as raízes do poder e dissolveu o senado romano. Quando proclamou o renascimento da república ele, de facto, transferiu o poder do senado romano quando república para um império, o Império Romano.

### Idade Média

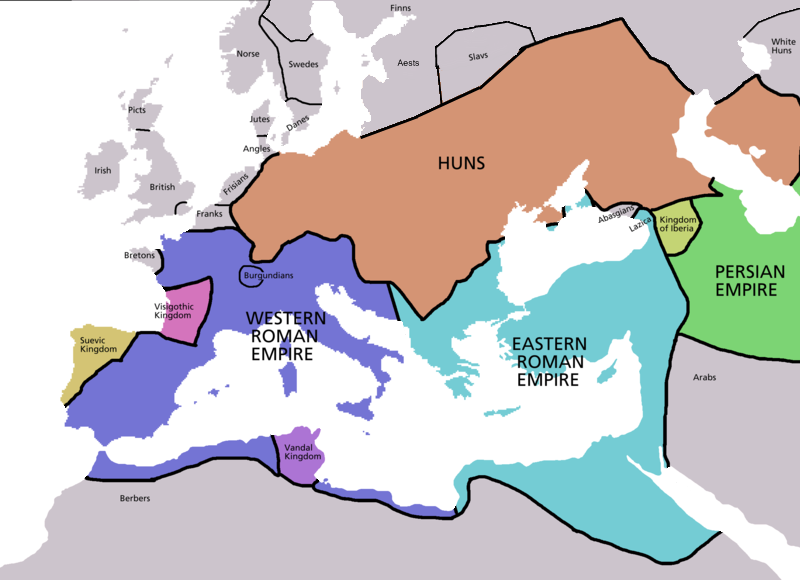
Fronteiras da Europa em 450

Quando o Imperador Constantino reconquistou Roma sob a bandeira da Cruz em 312, ele rapidamente editou o Édito de Milão em 313, declarando legal o cristianismo no Império Romano. Além disso, Constantino mudou oficialmente a capital do império, Roma, para a colónia grega de Bizâncio, que ele renomeou para Constantinopla ("Cidade de Constantino"). Em 395, Teodósio, que tornou o cristianismo religião oficial do Império Romano, iria ser o último imperador a comandar o Império Romano em toda a sua unidade, sendo depois o império dividido em duas partes: O Império Romano do Ocidente, centrado em Ravena, e o Império Romano do Oriente (depois referido como Império Bizantino) centrado em Constantinopla. A parte ocidental foi seguidamente atacada por tribos nómadas germânicas, e em 476 finalmente caiu sob a invasão dos Hérulos comandados por Odoacro.

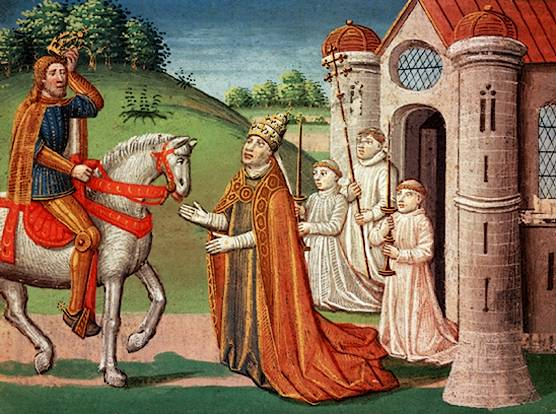
Papa Adriano I pede ajuda a Carlos Magno, rei dos Francos, contra a invasão de 772

A autoridade romana no Oeste entrou em colapso e as províncias ocidentais logo tornaram-se pedaços de reinos germânicos. Entretanto, a cidade de Roma, sob o comando da Igreja Católica Romana permaneceu como um centro de ensino, e fez muito para preservar o pensamento clássico romano na Europa Ocidental. Nesse meio-tempo, o imperador romano em Constantinopla, Justiniano I, conseguiu com sucesso, montar toda a lei romana no Corpo do Direito Civil (529–534). Por todo o século VI, o Império Romano do Oriente esteve envolvido numa série de conflitos sangrentos, primeiro contra o Império Sassânida, depois contra o Califado Ortodoxo. Em 650, as províncias do Egito, Palestina e Síria foram perdidas para forças muçulmanas.
Na Europa Ocidental, uma estrutura política surgia: no vácuo do poder deixado pelo colapso de Roma, hierarquias locais foram construídas sob a união das pessoas nas terras que eram trabalhadas. Dízimos eram pagos ao senhor da terra e este senhor devia tributos ao príncipe regional. Os dízimos eram usados para financiar o estado e as guerras. Esse foi o sistema feudal, no qual novos príncipes e reis apareceram, no qual o maior deles foi o líder Franco Carlos Magno. Em 800, Carlos Magno, após as suas grandes conquistas territoriais, foi coroado Imperador dos Romanos ("Imperator Romanorum") pelo Papa Leão III, afirmando efectivamente o seu poder na Europa Ocidental. O reinado de Carlos Magno marcou o começo dum novo império germânico no oeste, o Sacro Império Romano. Para além das suas fronteiras novas forças estavam crescendo. A Rússia de Quieve estava delimitando o seu território, a Grande Morávia estava crescendo, enquanto os anglos e os saxões estavam confirmando as suas fronteiras.

### Idade Moderna

#### Renascimento e Reforma

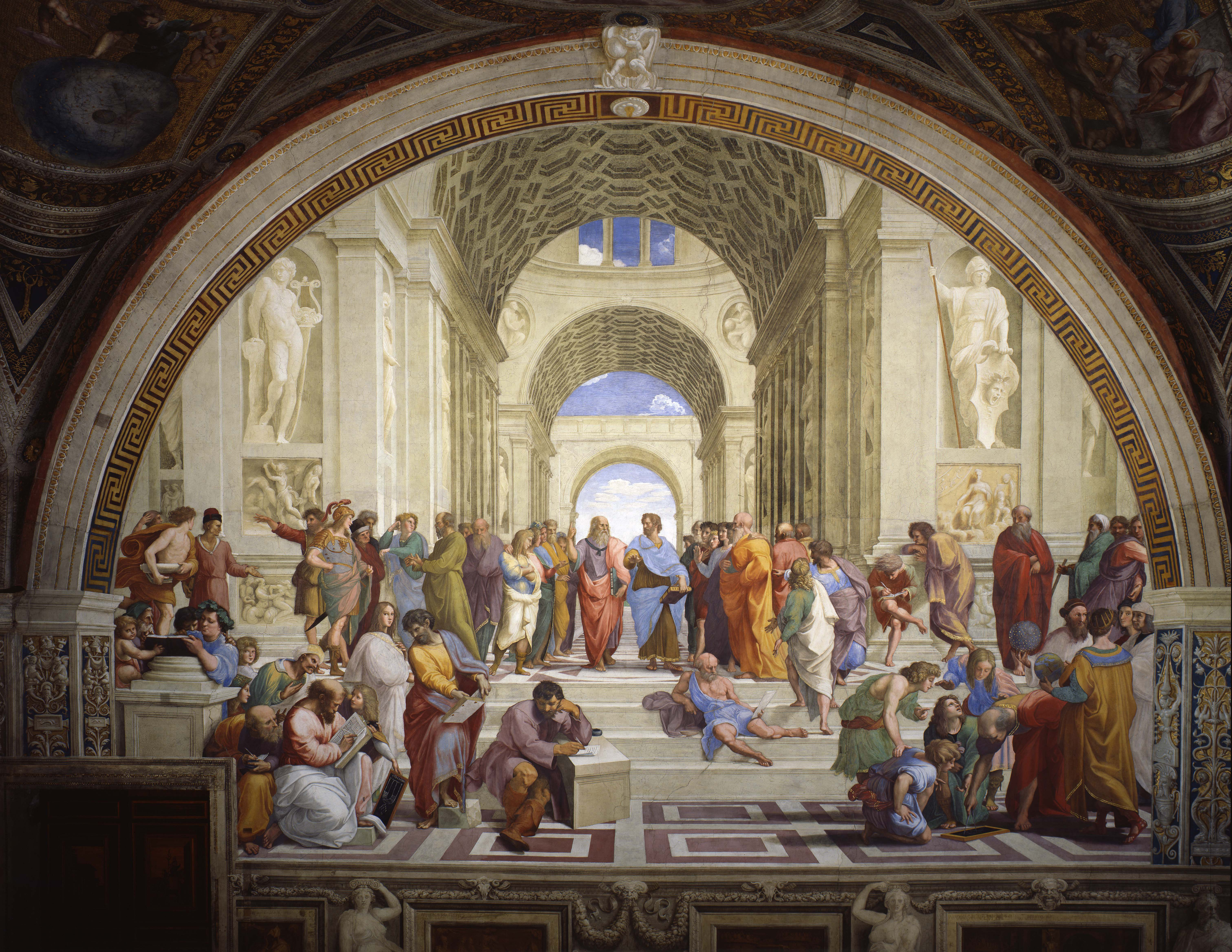
A Escola de Atenas por Rafael Sanzio; os contemporâneos, como Michelangelo e Leonardo da Vinci (centro) são retratados como eruditos clássicos

O Renascimento foi um movimento cultural que afectou profundamente a vida intelectual europeia no seu período pré-moderno. Começando em Itália, e espalhando-se de norte a oeste, o renascimento durou aproximadamente 250 anos e a sua influência afectou a literatura, filosofia, arte, política, ciência, história, religião entre outros aspectos de indagação intelectual.
O italiano Francesco Petrarca (Francesco di Petracco), suposto primeiro legítimo humanista, escreveu na década de 1330: "Estou vivo agora, ainda que eu prefira ter nascido noutro tempo". Ele era um entusiasta da antiguidade romana e grega. Nos séculos XV e XVI, o contínuo entusiasmo pela antiguidade clássica foi reforçado pela ideia de que a cultura herdada estava se dissipando e de que havia um conjunto de ideias e atitudes com que seria possível reconstruí-la. Matteo Palmieri escreveu em 1430: "Agora, com certeza, todo espírito pensante deve agradecer a Deus, porque a ele foi permitido nascer numa nova era". O Renascimento fez nascer uma nova era em que aprender era muito importante.
Importantes precedentes políticos aconteceram neste período. O político Nicolau Maquiavel escreveu "O Príncipe" que influenciou o posterior absolutismo e a política pragmática. Também foram importantes os diversos líderes que governaram estados e usaram a arte da Renascença como sinal de seus poderes.

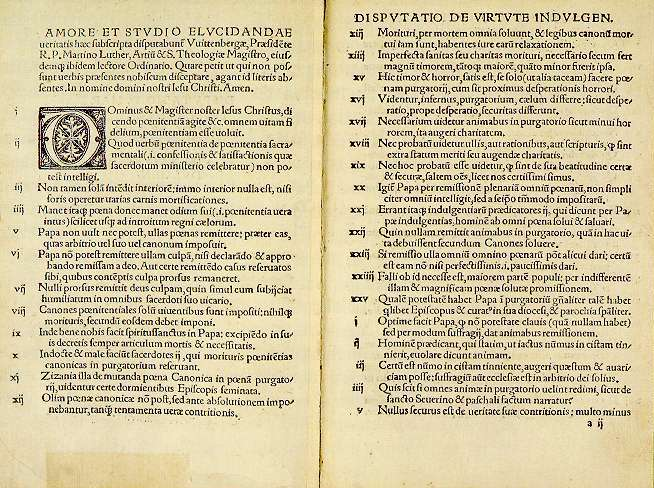
As 95 Teses do monge alemão Martinho Lutero que quebraram a autocracia papal

Durante esse período, a corrupção da Igreja Católica levou a uma dura reação, na Reforma Protestante. E ela ganhou muitos seguidores, especialmente entre príncipes e reis buscando um estado forte para acabar com a influência da igreja católica. Figuras como Martinho Lutero começaram a surgir, assim também como João Calvino com o seu Calvinismo que teve influência em muitos países e o rei Henrique VIII da Inglaterra que rompeu com a igreja católica e fundou a Igreja Anglicana. Essas divisões religiosas trouxeram uma onda de guerras inspiradas e conduzidas religiosamente, mas também pela ambição dos monarcas na Europa Ocidental que se tornavam cada vez mais centralizadas e poderosas.
A reforma protestante também levou a um forte movimento reformista na igreja católica chamado Contrarreforma, que tinha como objectivo reduzir a corrupção, assim como aumentar e fortalecer o dogma católico. Um importante grupo da igreja católica que surgiu nessa época foram os Jesuítas, que ajudaram a manter a Europa Oriental na linha católica de pensamento. Mesmo assim, a igreja católica foi fortemente enfraquecida pela reforma e, grande parte do continente não estava mais sob sua influência e os reis nos países que continuaram no catolicismo começaram a anexar as terras da igreja para os seus próprios domínios.

#### A Era dos Descobrimentos

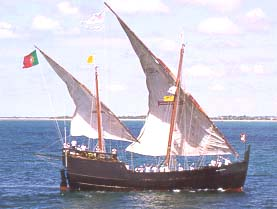
Réplica de caravela, utilizada a partir de meados do século XV na exploração oceânica

As numerosas guerras não impediram que os novos estados explorassem e conquistassem largas porções do mundo, particularmente na Ásia (Sibéria) e a recém-descoberta América. No século XV, Portugal liderou a exploração geográfica, seguido pela Espanha no começo no século XVI. Eles foram os primeiros estados a fundar colónias na América e estações de troca nas costas da África e da Ásia, porém logo foram seguidos pela França, Inglaterra e Holanda. Em 1552, o czar Russo Ivan, o Terrível conquistou os dois maiores canatos tártaros, Cazã e Astracã, e a viagem de Yermak em 1580, que levou a anexação da Sibéria pela Rússia.
A expansão colonial prosseguiu-se nos anos seguintes (mesmo com alguns empecilhos, como a Revolução Americana e as guerras pela independência em muitas colónias americanas). A Espanha controlou parte da América do Norte e grande parte da América Central e do Sul, as Caraíbas/o Caribe e Filipinas.; Portugal teve em suas mãos o Brasil e a maior parte dos territórios costeiros em África e na Ásia (Índia e pequenos territórios na China, etc.); Os britânicos comandavam a Austrália, Nova Zelândia, maior parte da Índia e grande parte da África e América do Norte; a França comandou partes do Canadá e da Índia (porém quase tudo foi perdido para os britânicos em 1763), a Indochina, grandes terras na África e Caribe; a Holanda ganhou as Índias Orientais (hoje Indonésia) e algumas ilhas nas Caraíbas/no Caribe; países como Alemanha, Bélgica, Itália e Rússia conquistaram colónias posteriormente.
Essa expansão ajudou a economia dos países que a fizeram. O comércio prosperou, por causa da menor estabilidade entre os impérios. No final do século XVI, a prata americana era responsável por 1/5 de todo o comércio da Espanha. Os países europeus travaram guerras que foram pagas através do dinheiro conseguido com a exploração das colónias. No entanto, os lucros com o tráfico de escravos e as plantações das Índias Ocidentais, a mais rentável das colônias britânicas naquele momento, representavam apenas 5% de toda a economia do Império Britânico no final do século XVIII, tempo da Revolução Industrial.

#### Iluminismo

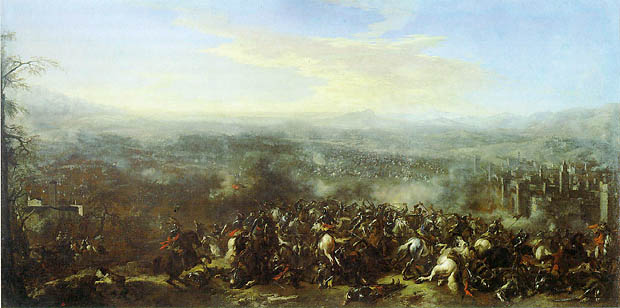
A batalha de Nördlingen na Guerra dos Trinta Anos

A partir do início deste período, o capitalismo substituía o feudalismo como principal forma de organização económica, ao menos no oeste da Europa. A expansão das fronteiras coloniais resultou numa Revolução Comercial. Nota-se no período o crescimento da ciência moderna e a aplicação de suas descobertas em melhorias tecnológicas, que culminaram com a revolução Industrial. Descobertas ibéricas do Novo Mundo, que começaram com a jornada de Cristóvão Colombo ao oeste com a busca de uma rota fácil para as Índias Orientais em 1492, foram logo adaptadas por explorações inglesas e francesas na América do Norte. Novas formas de comércio e a expansão dos horizontes fizeram necessária uma mudança no direito internacional.
A reforma protestante produziu efeitos profundos na unidade europeia. Não apenas dividindo as nações uma das outras pela sua orientação religiosa, mas alguns estados foram afectados internamente por lutas religiosas, fortemente encorajadas por seus inimigos externos. A França viveu essa situação no século XVI com uma série de conflitos, como as guerras religiosas na França, que culminaram no triunfo da Dinastia Bourbon. A Inglaterra preveniu-se desse facto/fato com a consolidação sob a Rainha Elizabeth do moderado Anglicanismo. Quase toda a parte da atual Alemanha estava dividida em inúmeros estados sob o comando teórico do Sacro Império Romano Germânico, que também estava dividido dentro do próprio governo. A única exceção a isso era a Comunidade Polaco-Lituana, uma união criada pela União de Lublin, expressando uma grande tolerância religiosa. Esse embate religioso aconteceu até à Guerra dos Trinta Anos quando o nacionalismo substituiu a religião como principal motor dos conflitos na Europa.

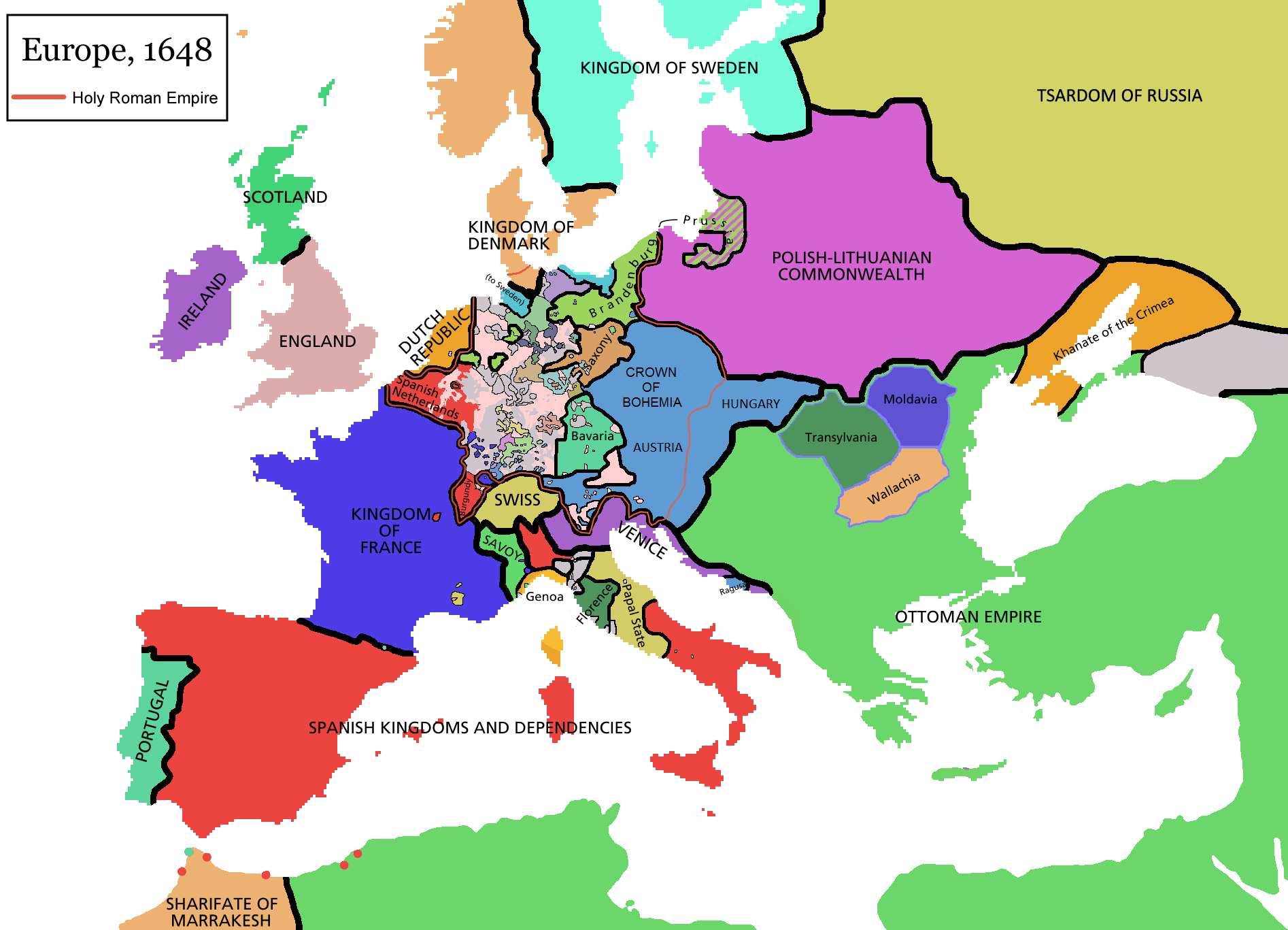
Mapa da Europa em 1648 após o Tratado de Vestfália. A área em cinza representa os estados alemães do Sacro Império

A Guerra dos Trinta Anos aconteceu entre 1618 e 1648, principalmente no território da atual Alemanha, e envolveu as principais potências europeias. Começou como um conflito religioso entre Protestantes e Católicos no Sacro Império Romano Germânico, e gradualmente desenvolveu-se numa guerra geral, envolvendo boa parte da Europa, por razões não necessariamente ligadas à religião. O maior impacto da guerra, na qual exércitos de mercenários foram largamente utilizados, foi a devastação de regiões inteiras na busca do exército inimigo. Episódios como a disseminação da fome e das doenças devastaram a população dos estados germânicos e, em menor grau, dos Países Baixos e da Itália, onde levaram à falência muito dos poderes regionais envolvidos. Entre um quarto e um terço da população alemã pereceu por causas diretamente ligadas à guerra ou ainda de doenças e miséria causadas pelo conflito armado. A guerra durou trinta anos, mas os conflitos que ela deu início ainda continuaram sem solução por muito tempo.
Depois da Paz de Vestfália, que permitiu aos países que eles escolhessem a sua orientação religiosa, o Absolutismo tornou-se o padrão do continente, enquanto a Inglaterra caminhava rumo ao liberalismo com a Guerra Civil Inglesa e a Revolução Gloriosa. Os conflitos militares na Europa não acabaram, mas tiveram menos impacto na vida dos seus cidadãos. No noroeste, o Iluminismo deu a base filosófica para um novo ponto de vista na sociedade, e a contínua difusão da literatura foi possível com a invenção da prensa, criando novas formas de avanço do pensamento humano. Ainda, nesse segmento, a Comunidade Polaco-Lituana foi uma exceção, com a sua quase democrática "liberdade dourada".
A Europa Oriental era uma arena de conflito disputada pela Suécia, Comunidade Polaco-Lituana e Império Otomano. Nesse período observou-se um gradual declínio destes três poderes que foram eventualmente substituídos pelas novas monarquias absolutistas, Rússia, Prússia e Áustria. Na virada para o século XIX, eles tornaram-se as novas potências, dividindo a Polónia entre si, com Suécia e Turquia perdendo territórios substanciais para a Rússia e a Áustria respetivamente/respectivamente. Uma grande parte de judeus polacos/poloneses emigrou para a Europa Ocidental, fundando comunidades judaicas em lugares de onde foram expulsos durante a Idade Média.

### Idade Contemporânea

#### Revoluções políticas

A Tomada da Bastilha, durante a Revolução Francesa em 1789

A intervenção francesa na Guerra de Independência dos EUA levou o estado francês à falência. Depois de diversas tentativas falhas de uma reforma financeira, Luis XVI foi forçado a reavivar a Assembleia dos Estados Gerais, um corpo representativo do país feito pelas três classes do estado: o clero, os nobres e o povo. Os membros dos Estados-Gerais reuniram-se no Palácio de Versalhes em maio de 1789, mas o debate e a forma de votação que seria usada criaram um impasse. Veio junho, e o terceiro estado, associado a membros dos dois outros estados, declarou-se uma Assembleia Nacional e prometeu não se dissolver até que França tivesse uma constituição e criasse, em julho, uma Assembleia Nacional Constituinte. No mesmo tempo, os parisienses revoltaram-se, celebremente derrubando a prisão da Bastilha em 14 de julho de 1789.
Nesse tempo, a assembleia criou uma monarquia constitucional, e nos dois anos que se passaram várias leis foram criadas como a Declaração dos direitos do Homem e do Cidadão, a abolição do feudalismo e uma mudança fundamental das relações entre a França e Roma. No início, o rei continuou no trono ao longo dessas mudanças e gozou de uma popularidade razoável com o povo, mas a anti-realeza crescia com o perigo de uma invasão estrangeira. Então o rei, sem poderes, decidiu fugir com a sua família, mas ele foi reconhecido de volta a Paris. Em 12 de janeiro de 1793, sendo condenada a sua traição, ele foi executado.
Em 20 de setembro de 1792, a convenção nacional aboliu a monarquia e declarou a França uma república. Devido à iminência das guerras, a convenção nacional criou o Comitê de Salvação Pública controlado por Maximilien Robespierre do Partido dos Jacobinos, para atuar como executivo do país. Sob Robespierre o comitê iniciava o Reino do Terror, no qual cerca de 40 000 pessoas foram executadas em Paris, na maioria nobres, apesar de, frequentemente, faltarem evidências. Por todo o país, insurreições contrarrevolução foram brutalmente reprimidas. O regime foi posto abaixo no golpe de 9 Termidor (27 de julho de 1794) e Robespierre foi executado. O regime que se seguiu acabou com o Terror e afrouxou a maioria das regras extremas de Robespierre.

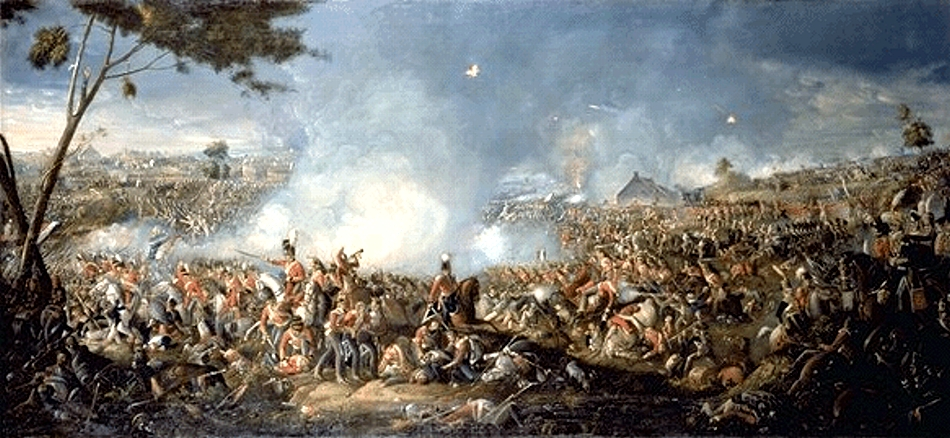
A batalha de Waterloo, onde Napoleão foi derrotado pelo Duque de Wellington em 1815

Napoleão Bonaparte foi o general francês que mais obteve sucesso nas guerras da Revolução, tendo conquistado grandes porções da península Itálica e forçado os austríacos à paz. Em 1799, retornou do Egito e em 18 de Brumário (9 de Novembro) subjugou o governo, substituindo-o pelo seu Consulado, do qual tornou-se o primeiro Cônsul. Em 2 de dezembro de 1804, depois duma tentativa de assassinato, ele coroou-se imperador. Em 1805, Napoleão planeou invadir a Grã-Bretanha, mas a recém-criada aliança entre britânicos, russos e austríacos (Terceira Coalizão) forçou-o a direcionar a atenção para o continente, quando ao mesmo tempo ele tinha falhado em desviar a Armada Superior Britânica para longe do Canal da Mancha, ocasionando uma decisiva derrota francesa na batalha de Trafalgar em 21 de outubro, e colocando um fim às suas esperanças de invadir a Grã-Bretanha. Em 2 de dezembro de 1805, Napoleão derrotou o exército austro-russo, numericamente superior, em Austerlitz, forçando a Áustria desistir da coalizão e levando à fragmentação do Sacro Império Romano Germânico. Em 1806, a Quarta coalizão foi formada; em 14 de outubro Napoleão derrotou os prussianos na Batalha de Jena-Auerstedt, marchando através da Alemanha e derrotando os russos em 14 de junho de 1807 em Friedland. Os Tratados de Tilsit dividiram a Europa entre França e Rússia e criaram o Ducado de Varsóvia.
Em 12 de junho de 1812, Napoleão invadiu a Rússia com a sua Grande Armée de aproximadamente 700 000 soldados. Após as vitórias em Smolensk e Borodino, Napoleão ocupou Moscovo, apenas para encontrá-la queimada pelo exército russo em retirada. Assim, ele foi forçado a bater com seu exército em retirada. Na volta o seu exército foi arrasado pelos cossacos e sofreu de doenças, fome e com o rigoroso inverno russo. Apenas 20 000 soldados sobreviveram a essa campanha. Em 1813, começou o declínio de Napoleão, sendo derrotado pelo Exército das Sete Nações na Batalha de Leipzig em outubro de 1813. Ele foi forçado a abdicar depois da Campanha dos Seis Dias e a ocupação de Paris. Sob o Tratado de Fontainebleau ele foi exilado na Ilha de Elba. Retornou à França em 1 de março de 1815 e convocou um exército leal, mas foi compreensivelmente derrotado por forças britânicas e prussianas na Batalha de Waterloo em 18 de junho de 1815.

#### A formação das nações e dos impérios

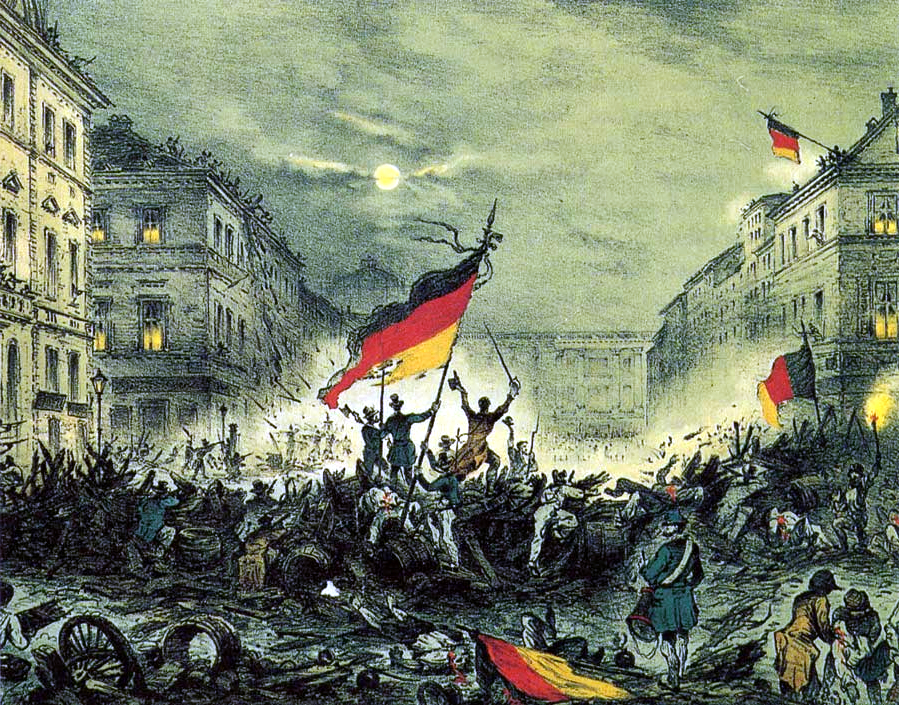
Populares apoiando a Revolução de 1848 em Berlim

Depois da derrota da França revolucionária, outras grandes forças tentaram restaurar a situação existente antes de 1789. Em 1815, no Congresso de Viena, as maiores forças da Europa organizaram-se para produzir um pacífico equilíbrio de poder entre os impérios depois das Guerrras Napoleónicas (embora estivessem ocorrendo movimentos internos revolucionários) sob o sistema de Matternich. Entretanto, os seus esforços foram incapazes de parar a propagação de movimentos revolucionários: a classe média foi profundamente influenciada pelos ideais de democracia da Revolução Francesa, a revolução Industrial trouxe importantes mudanças sócio-económicas, as classes baixas começaram a ser influenciadas pelas ideias socialistas, comunistas e anarquistas (especialmente unidas por Karl Marx no Manifesto Comunista), e a preferência dos novos capitalistas era o liberalismo.

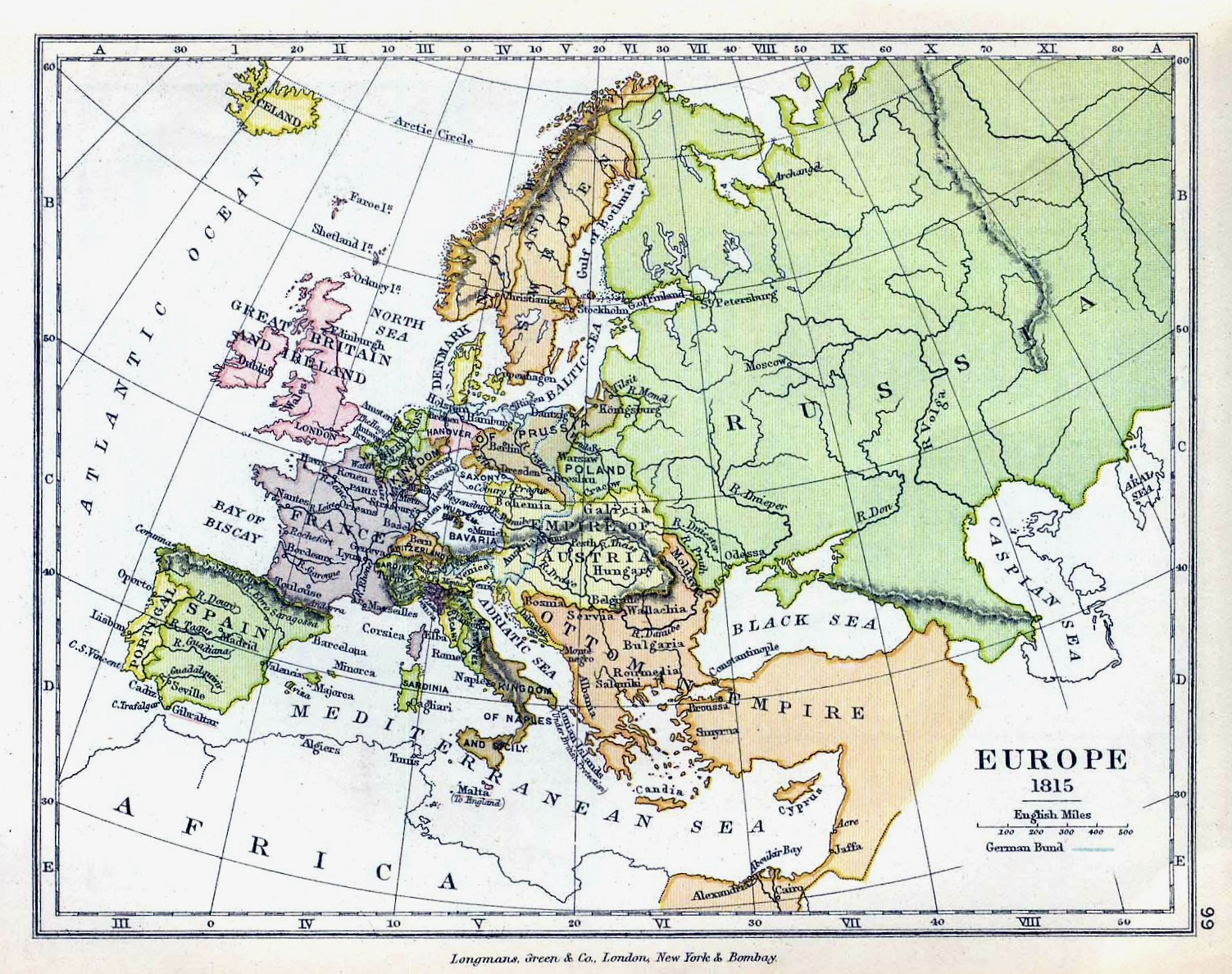
Em 1815, as fronteiras da Europa foram refeitas, quando as suas raízes já haviam sido sacudidas pelos exércitos de Napoleão

Uma nova onda de instabilidade veio da formação de diversos movimentos nacionalistas (na Alemanha, Itália, Polônia, etc.), buscando uma unidade nacional e/ou liberação do domínio estrangeiro. Como resultado, o período entre 1815 e 1871 foi palco de um grande número de conflitos e guerras de independência. Napoleão III, sobrinho de Napoleão I, retornou do exílio na Inglaterra em 1848 para ser eleito pelo parlamento francês, como o então "Presidente-Príncipe" e num golpe de estado eleger-se imperador, aprovado depois pela grande maioria do eleitorado francês. Ele ajudou na unificação da Itália lutando contra o Império Austríaco e lutou a Guerra da Crimeia com a Inglaterra e o Império Otomano contra a Rússia. Seu império ruiu depois duma infame derrota para a Prússia, na qual ele foi capturado. A França então se tornou uma fraca república que recusava-se a negociar e foi derrotada pela Prússia em poucos meses. Em Versalhes, o Rei Guilherme I da Prússia foi proclamado Imperador da Alemanha e a Alemanha moderna nasceu. Mesmo que a maioria dos revolucionários tenha sido derrotada, muitos estados europeus tornaram-se monarquias constitucionais, e em 1871 Alemanha e Itália se desenvolveram em estados-nação. Foi no século XIX também que se observou o Império Britânico emergir como o primeiro poder global do mundo devido, em grande parte, à Revolução Industrial e a vitória nas Guerras Napoleónicas.
A paz iria apenas durar até que o Império Otomano declinasse suficientemente para se tornar alvo de outros. Isso incitou a Guerra da Crimeia em 1854, e começou um tenso período de pequenos conflitos entre as nações dominantes da Europa que deram o primeiro passo para a posterior Primeira Guerra Mundial. Isso mudou uma terceira vez com o fim de várias guerras que transformaram o Reino da Sardenha e o Reino da Prússia nas nações da Itália e da Alemanha, mudando significativamente o balanço do poder na Europa. A partir de 1870, a hegemonia Bismarquiana na Europa pôs a França em uma situação crítica. Ela devagar reconstruiu suas relações internacionais, buscando alianças com a Grã-Bretanha e Rússia, para controlar o crescente poder da Alemanha sobre a Europa. Desse modo, dois lados opostos se formaram na Europa, incrementando suas forças militares e suas alianças ano a ano.

#### Revolução Industrial

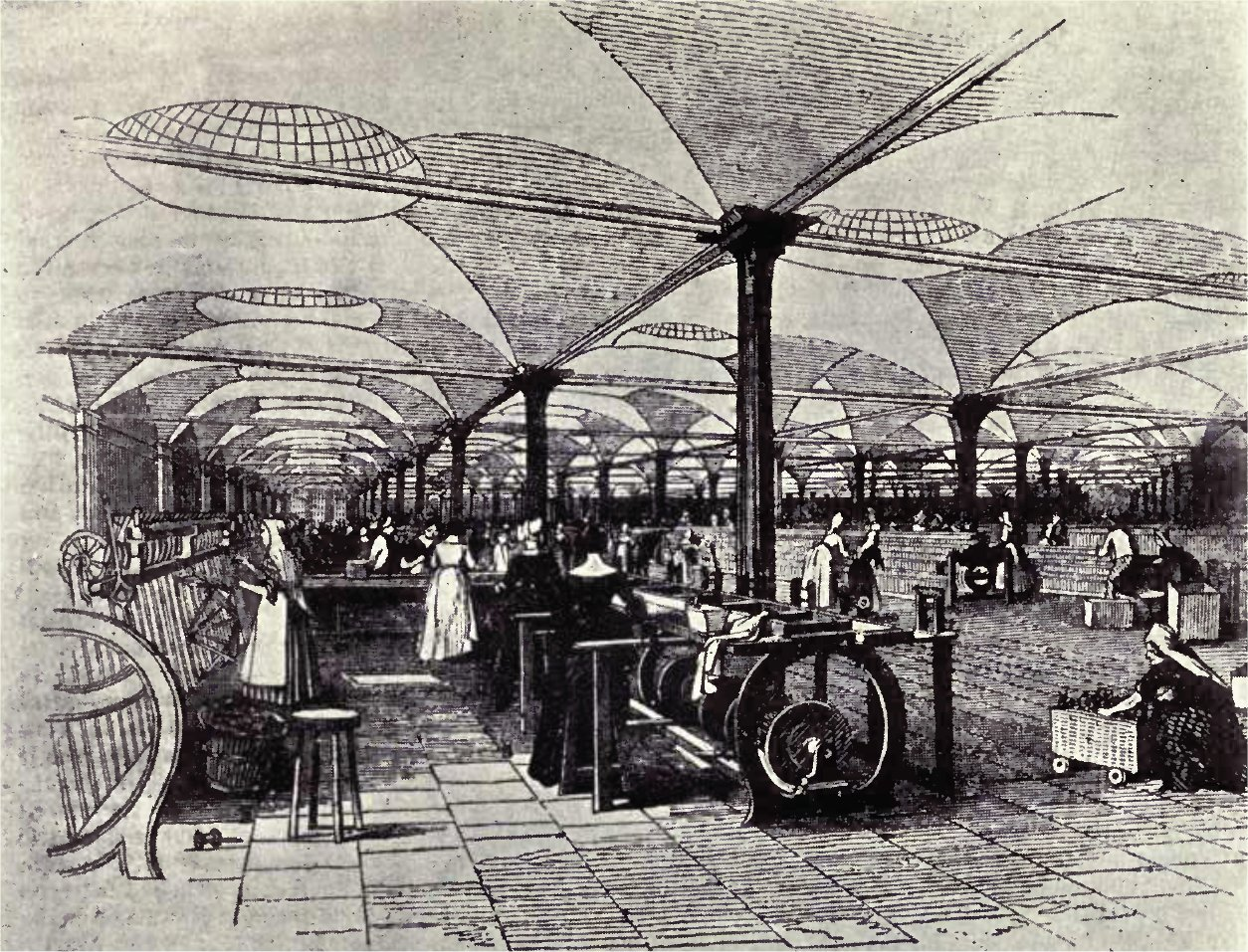
A Revolução Industrial iniciou-se na Grã-Bretanha

A Revolução Industrial foi um período compreendido entre o fim do século XVIII e o começo do século XIX, no qual ocorreram grandes mudanças na agricultura, manufatura e transporte e foi produzido um profundo efeito socioeconómico e cultural na Grã-Bretanha, que posteriormente se espalhou por toda a Europa, América do Norte, e depois para todo o mundo, num processo que ainda continua: a Industrialização. Na parte final dos anos de 1700 a economia baseada na força manual no Reino da Grã-Bretanha começou a ser substituída por outra dominada pela indústria e pelas máquinas. Começou com a mecanização das indústrias têxteis, o desenvolvimento de técnicas avançadas de produção de ferro e o aumento do uso de carvão refinado.
A expansão do comércio foi possibilitada com a introdução de canais, rodovias e autoestradas. A introdução das máquinas a vapor (abastecidas primeiramente com carvão) e maquinaria bruta (principalmente na manufatura têxtil) deram a base para grandes aumentos na capacidade produtiva inglesa. O desenvolvimento de máquinas de ferramentas nas duas primeiras décadas do século XIX facilitou a produção de mais máquinas para serem utilizadas noutras indústrias. Durante o século XIX, a industrialização se alastrou pelo resto da Europa Ocidental e América do Norte, afetando posteriormente grande parte do mundo.

#### Guerras mundiais

Sistema de alianças na Europa antes da Primeira Guerra Mundial:
Tríplice Entente
Tríplice Aliança
Países neutros

Depois da relativa paz na maior parte do século XIX, a rivalidade entre as potências europeias explodiu em 1914, quando a Primeira Guerra Mundial começou. Mais de 60 milhões de soldados europeus foram mobilizados entre 1914 e 1918. De um lado estavam Alemanha, Áustria-Hungria, o Império Otomano e a Bulgária (Poderes Centrais/Tríplice Aliança), enquanto que no outro lado estavam a Sérvia e a Tríplice Entente — a elástica coligação entre França, Reino Unido e Rússia, que ganhou a participação da Itália em 1915 e dos Estados Unidos em 1917. Embora a Rússia tenha sido derrotada em 1917 (a guerra foi uma das maiores causas da Revolução Russa, levando à formação da comunista União Soviética), a Entente finalmente prevaleceu no outono de 1918.
No Tratado de Versalhes (1919) os vencedores impuseram severas condições à Alemanha e aos novos estados reconhecidos (tais como Polónia, Checoslováquia, Hungria, Áustria, Jugoslávia, Finlândia, Estónia, Letónia, Lituânia) criados na Europa Central a partir dos extintos impérios Alemão, Austro-Húngaro e Russo, supostamente na base da auto-definição. A maioria desses países entraria em guerras locais, sendo a maior delas a Guerra Polaco-Soviética (1919–1921). Nas décadas seguintes, o medo do comunismo e a Grande Depressão (1929–1943) levaram grupos extremistas nacionalistas — sob a categoria do fascismo — na Itália (1922), Alemanha (1933), Espanha (depois da guerra civil, terminada em 1939) e em outros países como a Hungria.

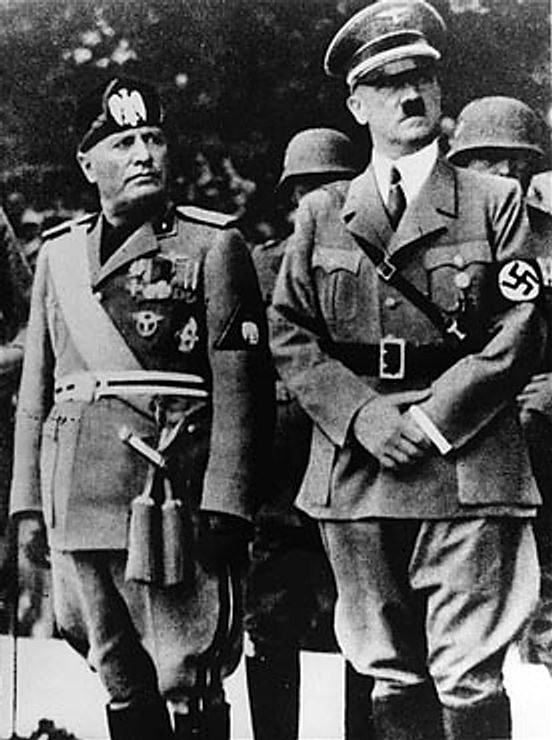
Hitler e Mussolini formaram o Pacto do Eixo e dominaram a maior parte da Europa na fase inicial da Segunda Guerra Mundial

Depois de aliar-se com a Itália de Mussolini no Pacto de Aço e assinar o pacto de não agressão com a União Soviética, o ditador alemão Adolf Hitler começou a Segunda Guerra Mundial em 1 de setembro de 1939 invadindo a Polónia, depois de uma expansão militar ocorrida no final da década de 1930. Após sucessos iniciais (principalmente a conquista do oeste da Polónia, grande parte da Escandinávia, França e os Balcãs antes de 1941), as forças do Eixo começaram a enfraquecer-se em 1941. Os principais oponentes ideológicos de Hitler eram os comunistas da União Soviética, mas por causa da falha alemã em derrotar o Reino Unido e das falhas italianas no norte da África e no Mediterrâneo, as forças do Eixo se resumiram à Europa Ocidental, Escandinávia, além de ataques a África. O ataque feito posteriormente à União Soviética (que junto com a Alemanha dividiu a Europa central em 1939–1940) não foi feito com a força necessária. Apesar de um sucesso inicial, o exército alemão foi parado perto de Moscovo em dezembro de 1941.
Apenas no ano seguinte é que o avanço alemão seria parado e eles começariam a sofrer uma série de derrotas, como por exemplo, nas batalhas de Stalingrado e Kursk. Nesse ínterim, o Japão (aliado de Alemanha e Itália desde setembro de 1940) atacou os britânicos no Sudeste Asiático e os Estados Unidos no Havaí em 7 de dezembro de 1941; a Alemanha e a Itália declararam guerra aos Estados Unidos em união com seu aliado. A guerra aumentou a tensão entre o Eixo (Alemanha, Itália e Japão) e os Aliados (Reino Unido, União Soviética e os Estados Unidos). As forças Aliadas venceram no norte da África e invadiram a Itália em 1943, e a ocupada França em 1944. Na primavera de 1945, a Alemanha foi invadida pelo leste pela União Soviética e pelo oeste pelos Aliados; Hitler cometeu suicídio e a Alemanha se rendeu no começo de maio acabando com a guerra na Europa.
O período foi marcado também por um industrializado e planeado genocídio de mais de 11 milhões de pessoas, incluindo a maioria dos judeus da Europa e ciganos, assim como milhões de polacos e eslavos soviéticos. O sistema soviético de trabalho forçado, as expulsões da população da União Soviética e a grande fome da Ucrânia tiveram semelhante carga de mortes. Durante e depois da guerra, milhões de civis foram afetados pelas forçadas transferências da população.

#### Guerra Fria

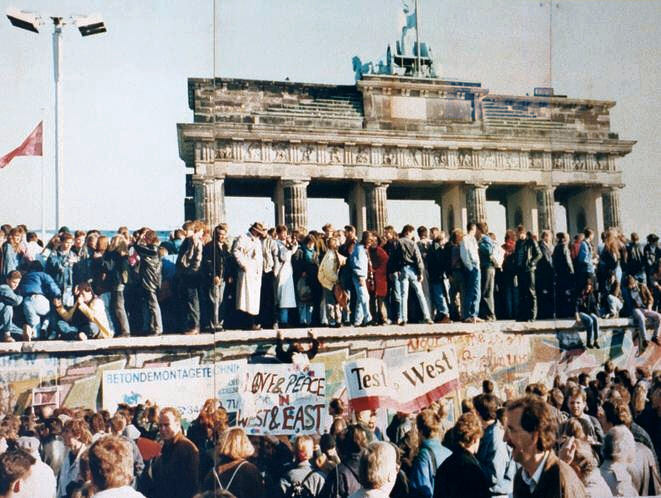
Alemães em pé em cima do Muro de Berlim em 1989. O muro começaria a ser destruído no dia seguinte

A Primeira e especialmente a Segunda Guerra Mundial acabaram com a preponderante posição da Europa Ocidental. O mapa do continente foi redesenhado na Conferência de Yalta e dividido se tornou a principal zona de contenção na Guerra Fria entre dois blocos, os países ocidentais e o bloco Oriental. Os Estados Unidos e a Europa Ocidental (Reino Unido, França, Itália, Portugal, Países Baixos, Alemanha Ocidental, Noruega, etc.) estabeleceram a aliança da OTAN como proteção contra uma possível invasão soviética. Depois, a União Soviética e o Leste Europeu (Polónia, Checoslováquia, Hungria, Roménia, Bulgária e Alemanha Oriental) estabeleceram o Pacto de Varsóvia como proteção contra uma possível invasão dos Estados Unidos.

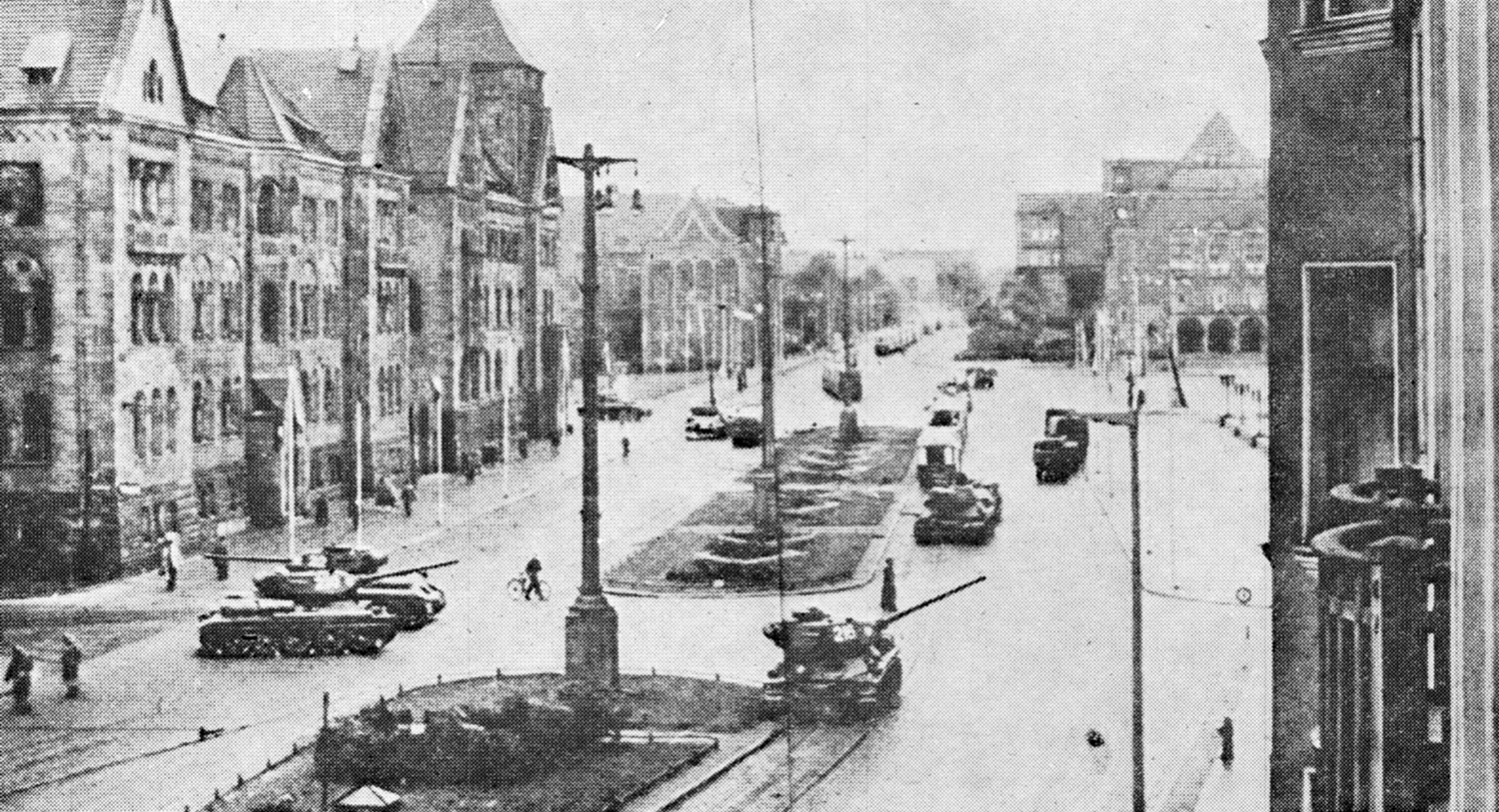
Protestos de 1956 em Poznań, Polónia

Na mesma época, a Europa Ocidental lentamente começou um processo de integração política e económica, desejando um continente unido e integrado para prevenir outra guerra. Esse processo resultou naturalmente no desenvolvimento de organizações como a União Europeia e o Conselho da Europa. O movimento Solidarność que aconteceu na década de 1980 enfraqueceu o governo comunista na Polônia, foi o começo do fim do domínio comunista na Europa Oriental e o declínio da União Soviética. O líder soviético Mikhail Gorbachev instituiu a Perestroika e a Glasnost, que enfraqueceram oficialmente a influência soviética na Europa Oriental. Os governos que davam suporte aos soviéticos entraram em colapso e a Alemanha Ocidental anexou a Oriental em 1990. Em 1991, a própria União Soviética ruiu, dividindo-se em 15 estados, com a Rússia tomando o lugar da União Soviética no Conselho de Segurança da ONU. Entretanto, a separação mais violenta aconteceu na Jugoslávia, nos Bálcãs. Quatro (Eslovénia, Croácia, Bósnia e Herzegovina e a então designada Macedónia) das seis repúblicas jugoslavas declararam independência e para a maioria delas uma violenta guerra se seguiu, em algumas partes até 1995. Em 2006, Montenegro se separou e declarou independência, seguido por Kosovo, formalmente uma província autónoma da Sérvia, em 2008, e descaracterizando completamente o antigo mapa da Jugoslávia/Iugoslávia. Na era pós-guerra fria, OTAN e a União Europeia foram gradualmente admitindo a maioria dos antigos estados membros do Pacto de Varsóvia.

#### Reunificação e integração

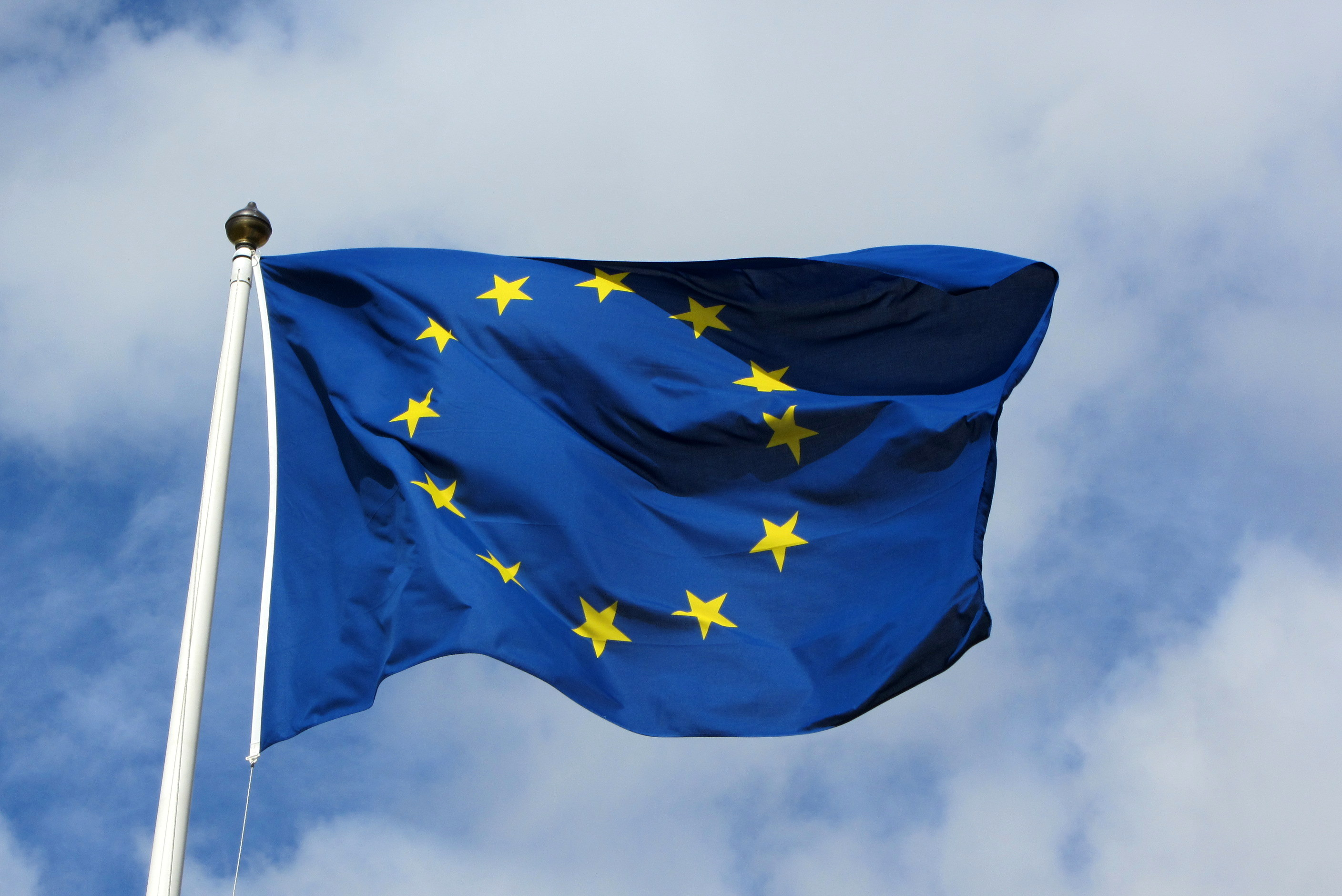
Bandeira europeia, símbolo da reunificação do continente e de organizações como a União Europeia e o Conselho da Europa

Em 1992, o Tratado de Maastricht foi assinado pelos então membros da União Europeia. Isso transformou o "Projeto Europeu" de ser uma comunidade económica com certos aspectos políticos, numa união com uma intensa cooperação e prosperidade baseada numa união de soberanias nacionais. Em 1985, o Acordo de Schengen criou uma área sem fronteiras e sem controle de passaporte entre os estados que o assinaram.
Uma moeda comum para a maioria dos estados membros da União Europeia, o euro, foi estabelecida eletronicamente em 1999, oficialmente partilhando todas as moedas de cada participante com os outros. A nova moeda foi posta em circulação em 2002 e as velhas foram retiradas dos mercados. Apenas três países dos quinze estados membros decidiram não aderir ao euro (Reino Unido, Dinamarca e Suécia). Em 2004, a UE deu ordem à sua maior expansão, admitindo 10 novos membros (oito dos quais antigos estados comunistas). Outros dois ingressaram no grupo em 2007, num total de 27 nações.
Um tratado estabelecendo uma constituição para a UE foi assinado em Roma em 2004, com a intenção de substituir todos os antigos tratados com apenas um só documento. Entretanto, a sua ratificação nunca foi feita devido à rejeição de franceses e holandeses, via referendo. Em 2007, concordou-se em substituir aquela proposta com um novo tratado reformado, o Tratado de Lisboa, que iria entrar como uma emenda em vez de substituir os tratados existentes. Esse tratado foi assinado em 13 de dezembro de 2007 e entraria em vigor em janeiro de 2009, se ratificado até essa data. Isso daria à União Europeia seu primeiro presidente e ministro de relações exteriores.
Os Bálcãs são a região do continente que mais desejam aderir à União Europeia, com a Croácia sendo o último país a ser aceito no bloco, em 2013. As negociações formais para a entrada da Albânia e Macedônia do Norte estão em andamento.

## Geografia

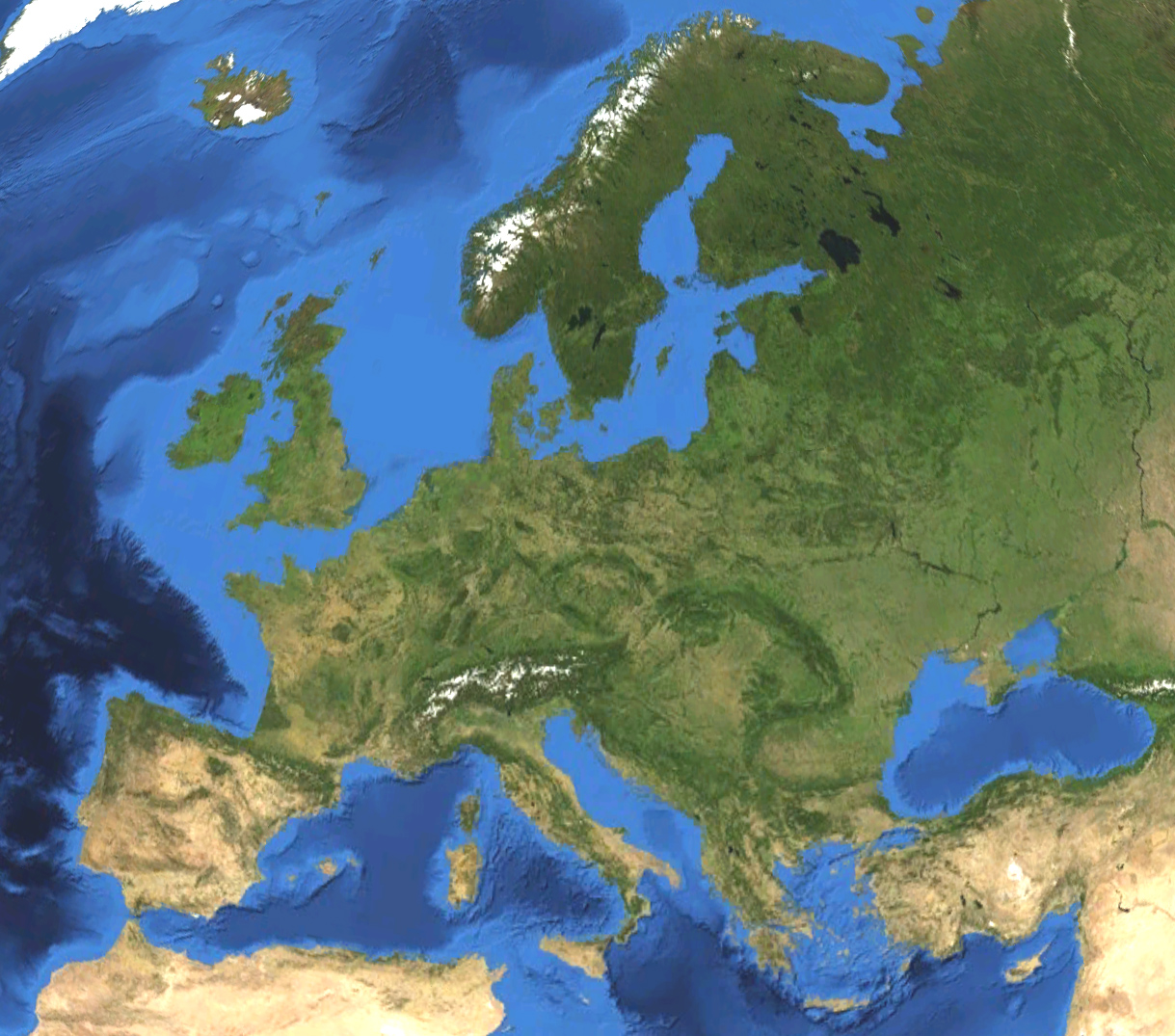
Imagem de satélite do continente europeu

Fisiograficamente, a Europa é o componente noroeste da maior massa de terra do planeta, conhecida como a Eurásia, ou Eurafrásia: a Ásia ocupa a maior parte leste dessa porção de terra contínua e todos partilham uma plataforma continental comum. A fronteira oriental da Europa agora é comumente definida pelos montes Urais, na Rússia. O geógrafo do século I d.C. Estrabão, considerava o rio Dom (Tánais) como o limite para o mar Negro, como diziam as primeiras fontes judaicas.
A fronteira sudeste com a Ásia não é universalmente definida, sendo que o rio Ural, ou, alternativamente, o rio Emba servem mais comummente como limites possíveis. O limite continua até ao mar Cáspio, a crista das montanhas do Cáucaso, ou, alternativamente, o rio Cura no Cáucaso, e o mar Negro, Bósforo, o mar de Mármara, o estreito de Dardanelos, o mar Egeu concluem o limite com a Ásia. O mar Mediterrâneo ao sul separa a Europa da África. A fronteira ocidental é o oceano Atlântico, a Islândia, embora mais perto da Gronelândia (América do Norte) do que da Europa continental, são geralmente incluídos na Europa.

Por causa das diferenças sócio-políticas e culturais, existem várias descrições de fronteira da Europa, sendo que em algumas fontes alguns territórios não estão incluídos na Europa, enquanto outras fontes incluem-nos. Por exemplo, os geógrafos da Rússia e de outros países pós-soviéticos geralmente incluem os Urais na Europa, incluindo o Cáucaso na Ásia. Da mesma forma, o Chipre é mais próximo da Anatólia (ou Ásia Menor), mas é muitas vezes considerado parte da Europa e atualmente é um estado membro da UE. Além disso, Malta já foi considerado uma ilha da África ao longo de vários séculos.

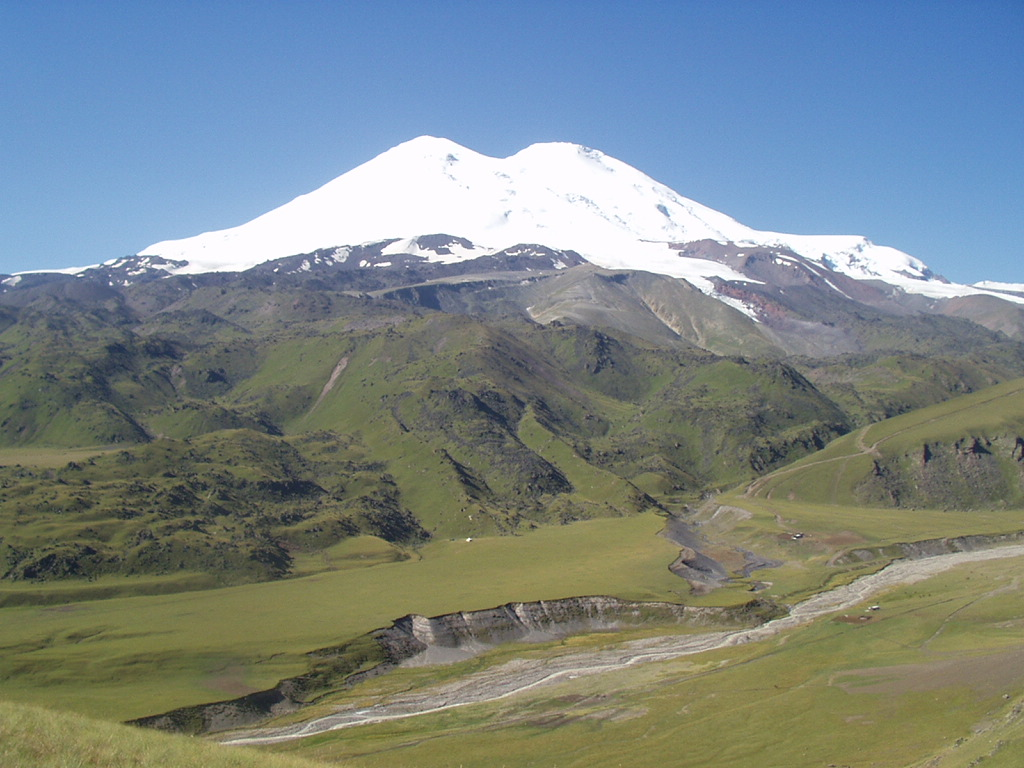
Monte Elbrus, na Rússia, o ponto mais alto do país e de toda a Europa

### Relevo

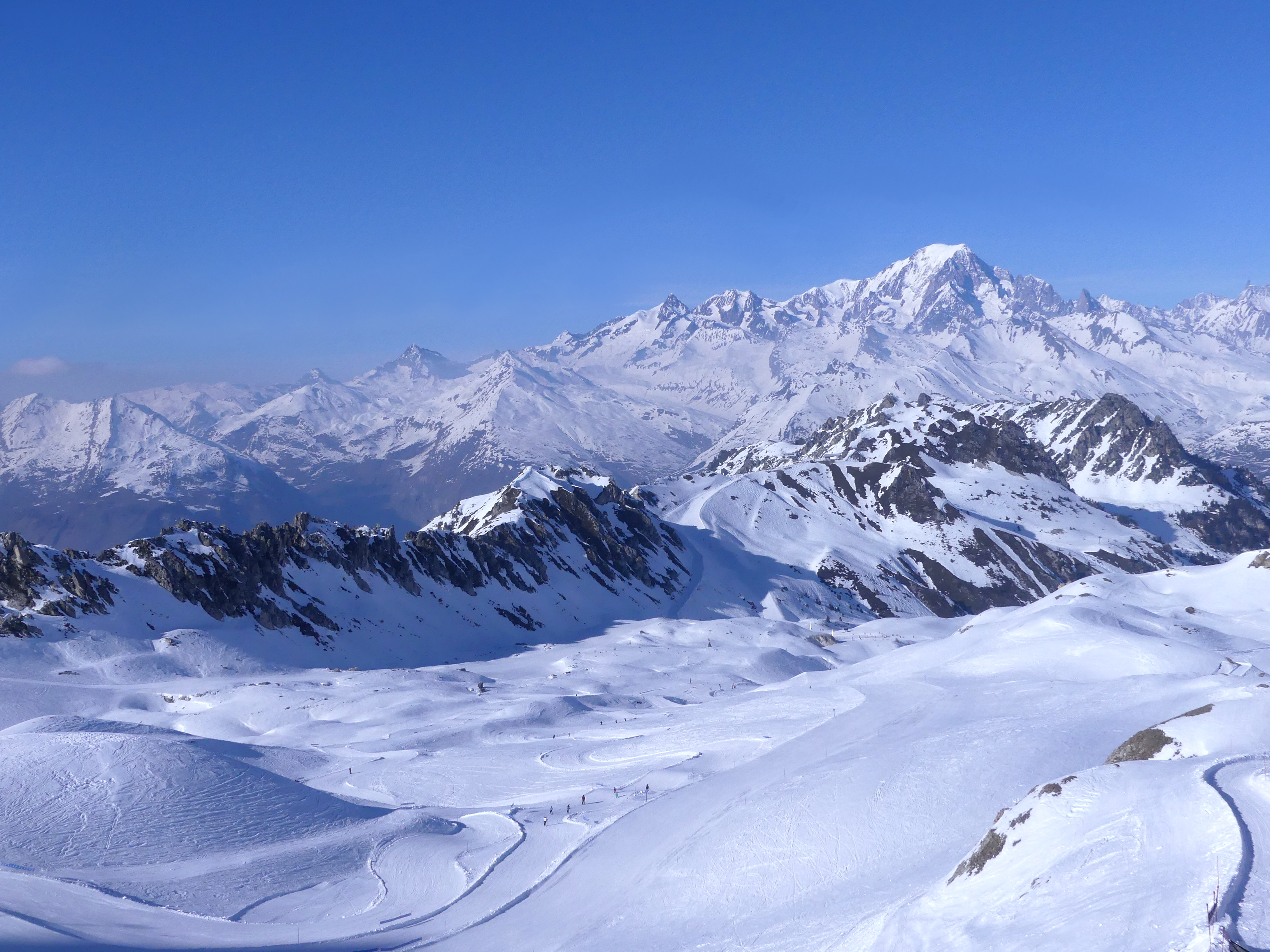
Monte Branco, França

O relevo europeu mostra grande variação dentro de áreas relativamente pequenas. As regiões do sul são mais montanhosas, e enquanto se move a norte o terreno desce dos altos Alpes, Pirenéus e Cárpatos, através de planaltos montanhosos e baixas planícies do norte, que são vastas a leste. Esta planície estendida é conhecida como a Grande Planície Europeia, e em seu coração encontra-se a Planície do Norte da Alemanha. Um arco de terras altas, também existe ao longo da costa norte-ocidental, que começa na parte ocidental da ilha da Grã-Bretanha e da Irlanda, e continua ao longo da montanhosa coluna, com fiordes cortados, da Noruega.
Esta descrição é simplificada. Sub-regiões como a Península Ibérica e a península Itálica contêm suas próprias características complexas, como faz a própria Europa Central continental, onde o relevo contém muitos planaltos, vales de rios e bacias que complicam a tendência geral. Sub-regiões como a Islândia, a Grã-Bretanha e a Irlanda são casos especiais. A primeira é uma terra independente no oceano do norte, que é considerada como parte da Europa, enquanto as outras duas são zonas de montanha que outrora foram parte do continente até o nível do mar cortá-las da massa de terra principal.

### Hidrografia

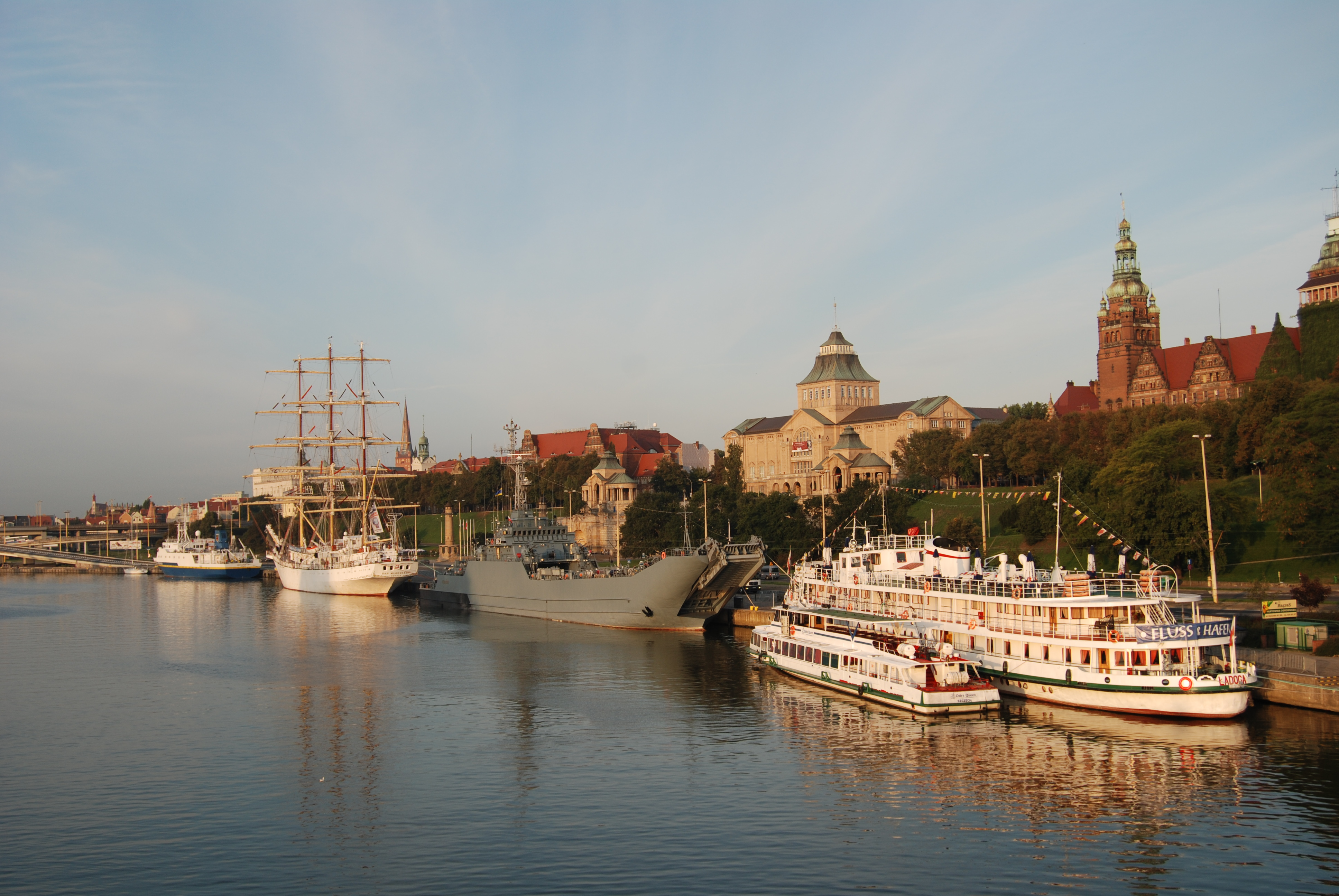
Rio Oder, Estetino, Polónia

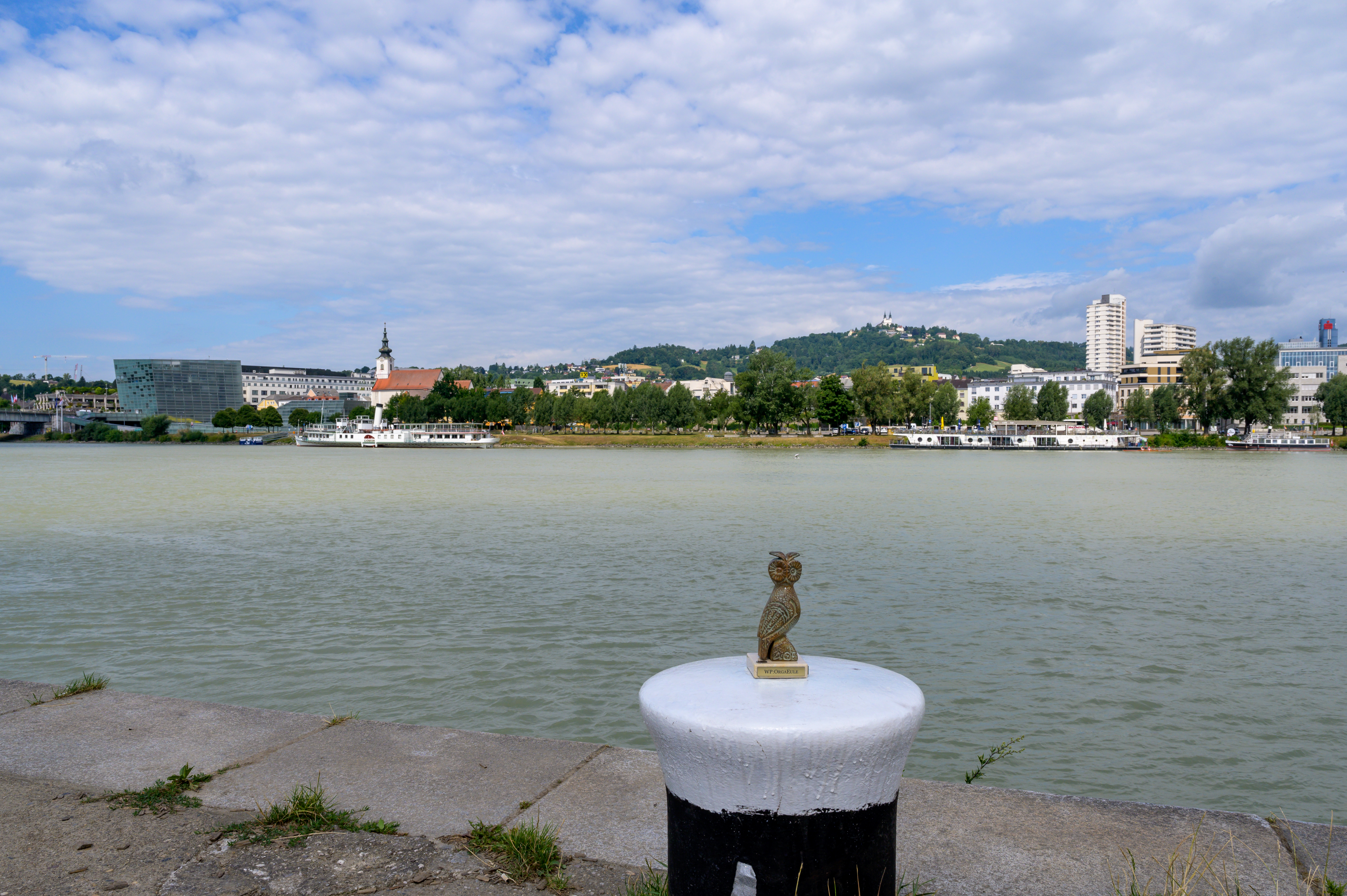
Rio Danúbio, Linz, Áustria

O continente apresenta uma complexa rede hidrográfica, com grandes rios como o Volga, na Rússia, e o Danúbio, que atravessa territórios (ou delimita fronteiras) da Alemanha, Áustria, República Checa, Croácia, Hungria, Sérvia, Romênia, Bulgária e Ucrânia. O rio Volga é o maior rio da Europa. Começa no Lago Ládoga e atravessa no sentido norte-sul a região oeste da Rússia até desaguar no mar Cáspio.
Entre os lagos europeus destacam-se o mar Cáspio, localizado na divisa com a Ásia e que possui 371 mil km²; e o lago Ládoga, na Federação Russa, este último o maior localizado totalmente no continente, com 17 700 km² de área. Outros lagos extensos são o Onega, o Vener, o Saimaa, o Veter, entre outros.

### Clima

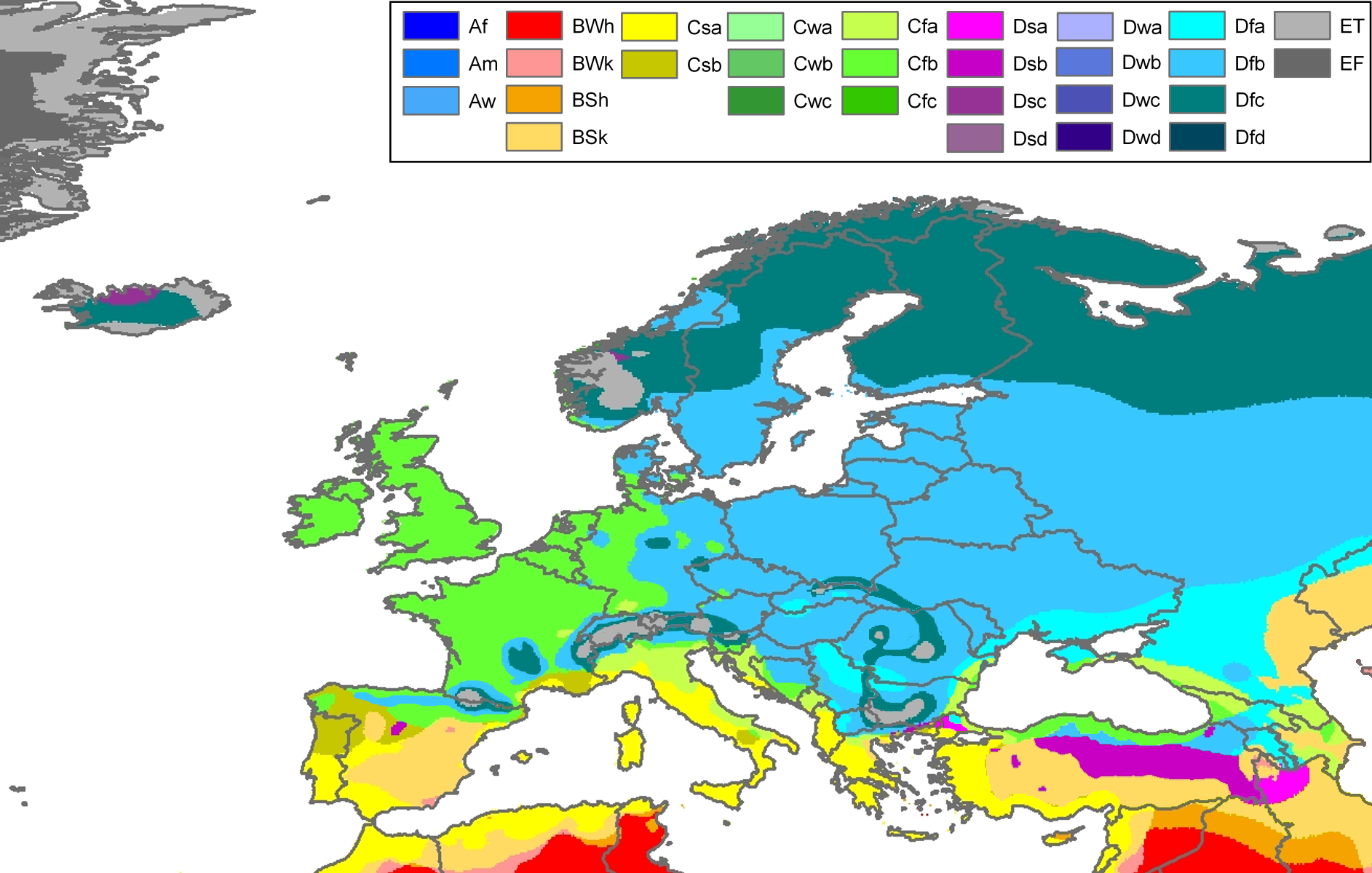
Mapa climático da Europa de acordo com a classificação climática de Köppen-Geiger

A Europa encontra-se principalmente nas zonas de clima temperado, sendo submetido a correntes de ventos do oeste. O clima é mais ameno em comparação com outras áreas da mesma latitude de todo o mundo devido à influência da Corrente do Golfo. A Corrente do Golfo é o apelido de "aquecimento central da Europa", porque torna o clima da Europa mais quente e mais húmido do que seria de outra maneira. A Corrente do Golfo não só leva água quente à costa da Europa, mas também aquece os ventos que sopram de oeste em todo o continente do Oceano Atlântico.
Portanto, a temperatura média durante todo o ano de Nápoles, é de 16 °C (60,8 °F), enquanto ela fica a apenas 12 °C (53,6 °F), em Nova Iorque, que é quase na mesma latitude. Berlim, na Alemanha; Calgary, no Canadá, e Irkutsk, na parte asiática da Rússia, estão em torno da mesma latitude, as temperaturas de janeiro, em Berlim, são em média em torno de 8 °C (15 °F), mais elevadas do que aquelas registradas em Calgary, e são quase 22 °C (40 °F) mais elevadas do que as temperaturas médias em Irkutsk.

## Demografia

Crescimento populacional e declínio por toda a Europa

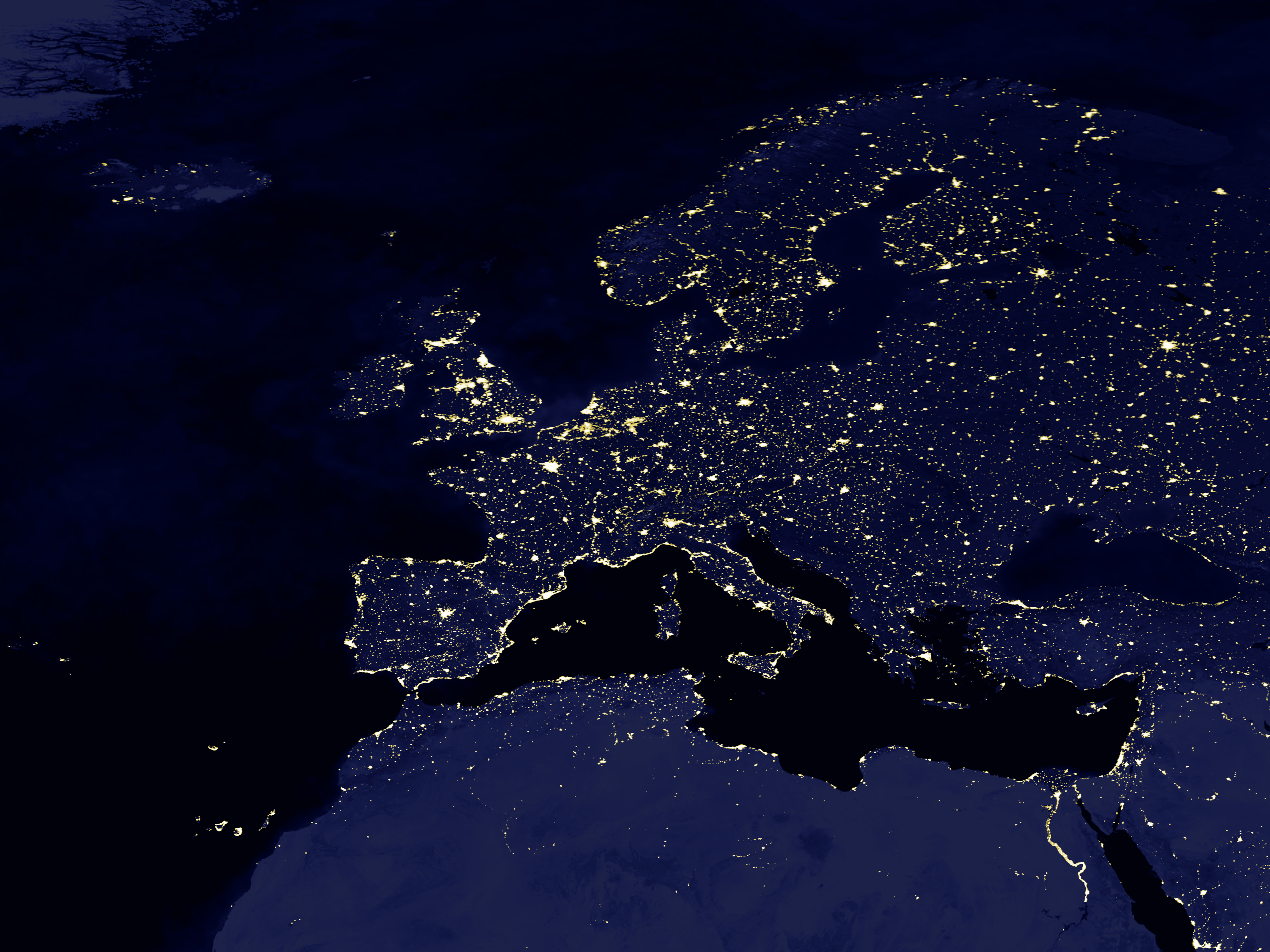
Imagem de satélite da Europa à noite

Desde o Renascimento, a Europa teve uma grande influência na cultura, economia e movimentos sociais no mundo. As invenções mais significativas tiveram origem no mundo ocidental, principalmente na Europa e nos Estados Unidos. Algumas questões atuais e passadas na demografia europeia incluíram emigração religiosa, relações raciais, imigração econômica, a taxa de natalidade decrescente e o envelhecimento da população.
Em alguns países, como a Irlanda e a Polónia, o acesso ao aborto é atualmente limitado. No passado, tais restrições e também as restrições sobre o controle artificial da natalidade eram comuns em toda a Europa. O aborto continua sendo ilegal na ilha de Malta, onde o catolicismo é a religião do Estado. Além disso, três países europeus (Países Baixos, Bélgica e Suíça) e a Comunidade Autónoma da Andaluzia (Espanha) têm permitido uma forma limitada de eutanásia voluntária para doentes terminais.
Em 2005, a população da Europa era estimada em 731 milhões de acordo com as Nações Unidas, que é um pouco mais do que um nono da população mundial. Um século antes, a Europa tinha quase um quarto da população mundial. A população da Europa cresceu no século XX passado, mas nas outras regiões do mundo (especialmente na África e na Ásia), a população tem crescido muito mais rapidamente. Dentre os continentes, a Europa tem uma densidade populacional relativamente alta, perdendo apenas para a Ásia. O país mais densamente povoado da Europa são os Países Baixos, terceiro no ranking mundial após a Coreia do Sul e Bangladesh. Pan e Pfeil (2004) contam 87 distintos "povos da Europa", dos quais 33 formam a maioria da população em pelo menos um Estado soberano, enquanto os 54 restantes constituem minorias étnicas.
Segundo a projeção de população da ONU, a população da Europa pode cair para cerca de 7% da população mundial até 2050, ou 653 milhões de pessoas (variante média, 556 a 777 milhões em baixa e alta variante, respetivamente/respectivamente). Neste contexto, existem disparidades significativas entre regiões em relação às taxas de fertilidade. O número médio de filhos por mulher em idade reprodutiva é de 1,52. De acordo com algumas fontes, essa taxa é maior entre os europeus muçulmanos. A ONU prevê o declínio contínuo da população de vastas áreas da Europa Oriental. A população da Rússia está a diminuir em pelo menos 700 mil pessoas a cada ano. O país tem hoje 13 mil aldeias desabitadas.
A Europa do Sul e a Europa Ocidental são as regiões com o maior número médio de pessoas idosas no mundo, compreendendo actualmente 21% da população, com mais de 65 anos. Prevê-se que a Europa atinja 30% em 2050. Isto deve-se ao facto de a população ter tido filhos abaixo do nível de substituição desde a década de 1970. As Nações Unidas preveem que a Europa diminua a sua população entre 2022 e 2050 em -7 por cento, sem alterações nos movimentos de imigração.
A Europa é o lar do maior número de migrantes de todas as regiões do mundo, em 70,6 milhões de pessoas, segundo um relatório da OIM. Em 2005, a UE teve um ganho líquido global de imigração de 1,8 milhão de pessoas, apesar de ter uma das maiores densidades populacionais do mundo. Isso representou quase 85% do crescimento populacional total da Europa. A União Europeia pretende abrir centros de emprego para trabalhadores migrantes legais da África.
Emigração da Europa começou com os colonos espanhóis e portugueses no século XVI, e com colonos franceses e ingleses no século XVII. Mas os números mantiveram-se relativamente pequenas até ondas de emigração em massa no século XIX, quando milhões de famílias pobres, deixaram a Europa.
Hoje, uma grande população de ascendência europeia é encontrada em todos os continentes. A ascendência europeia predomina na América do Norte e, em menor grau, na América do Sul (principalmente na Argentina, Chile, Uruguai e Centro-Sul do Brasil). Além disso, a Austrália e a Nova Zelândia têm grandes populações de descendentes europeus. A África não tem países de maioria de descendentes de europeus, mas há minorias significativas, como a dos brancos sul-africanos. Na Ásia, as populações descendentes de europeus (mais especificamente russos) predominam no Ásia Setentrional.

### Línguas

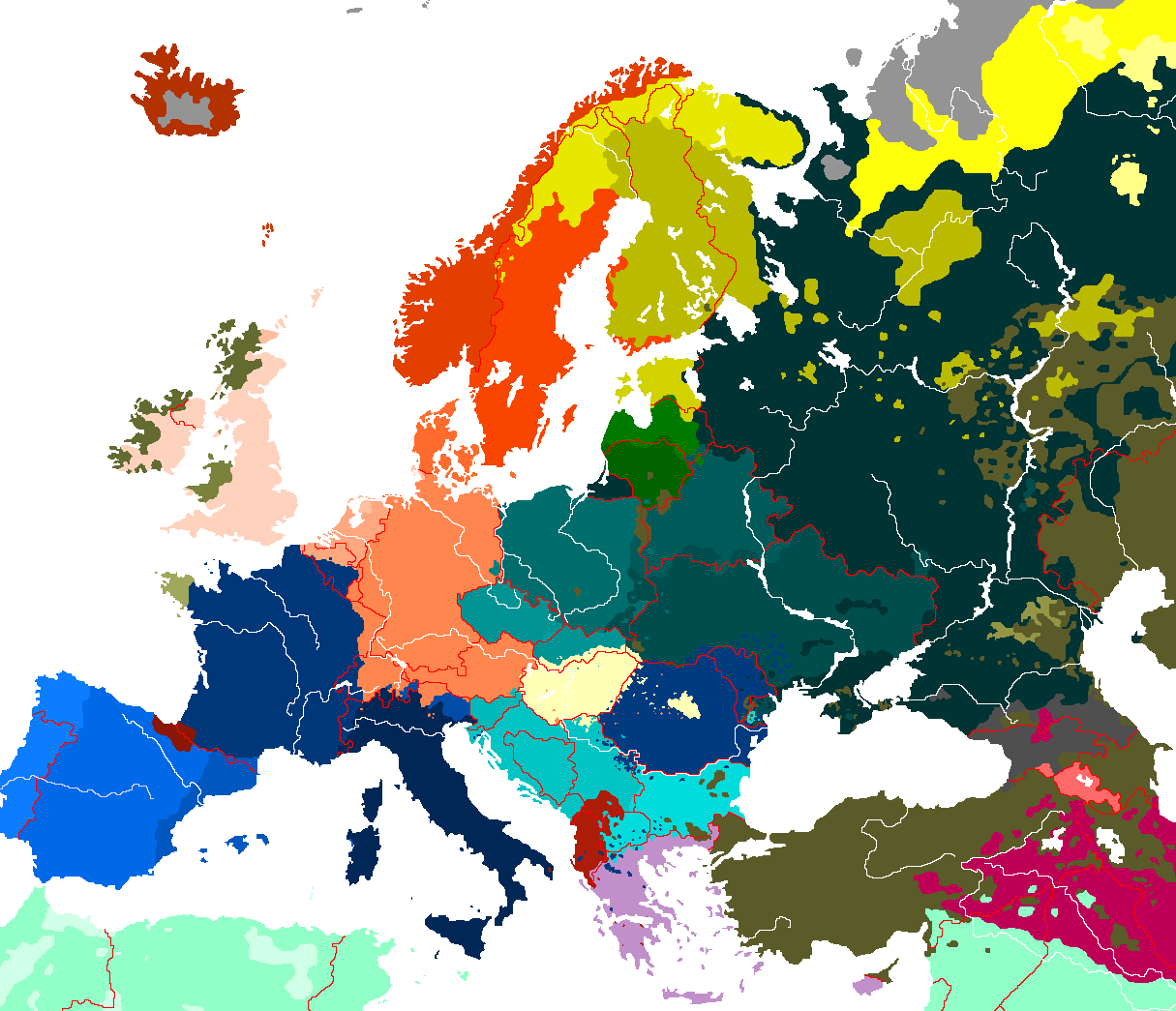
Mapa das línguas da Europa

As línguas europeias pertencem principalmente a três grupos de Línguas indo-europeias: as línguas românicas, derivadas do latim do Império Romano, as línguas germânicas, cujos ancestrais vieram de língua do sul da Escandinávia, e as línguas eslavas. Apesar de ter a maioria de seu vocabulário descendente de línguas românicas, o idioma Inglês é classificado como uma língua germânica.
As línguas românicas são faladas principalmente no sudoeste da Europa, bem como na Roménia e na Moldávia. As línguas germânicas são faladas no noroeste da Europa e algumas partes da Europa Central. As línguas eslavas são faladas na Europa Central, Oriental e sudeste da Europa.
Muitas outras línguas fora dos três grupos principais grupos existem na Europa. Outras línguas indo-europeias incluem o grupo do Báltico (ie, Letã e Lituana), o grupo Céltico (ie, Irlandês, Gaélico Escocês, Manês, Galês, Córnico e Bretão), Grego, Albanês, e Arménio. Um grupo diferente de línguas urálicas são o Estónio, Finlandês e Húngaro, falado nos respetivos/respectivos países, bem como em partes da Roménia, Rússia, Sérvia e Eslováquia.
Outras línguas não indo-europeias são o maltês (a única língua oficial semita da UE), o Basco, Geórgio, Azerbaijão, Turco no leste da Trácia Oriental e as línguas das nações minoritárias na Rússia.
O multilinguismo e a proteção das línguas regionais e minoritárias são objetivos políticos reconhecidos na Europa de hoje. A Convenção para a Proteção das Minorias Nacionais e a Carta Europeia das Línguas Regionais ou Minoritárias do Conselho da Europa estabelecem um quadro jurídico para os direitos linguísticos na Europa.
|  |  |  |

### Religião
Historicamente, a religião na Europa tem tido uma grande influência na arte, cultura, filosofia e direito europeu. A religião maioritária na Europa é o cristianismo praticado por católicos, ortodoxos orientais e protestantes.
Na sequência, é o Islão, concentrado principalmente no sudeste (Bósnia e Herzegovina, Albânia, Kosovo, Cazaquistão, Chipre do Norte, Turquia e Azerbaijão), e o Budismo Tibetano, majoritário na região russa da Kalmykia. As outras religiões, incluindo o Judaísmo e o Hinduísmo, são minoritárias.
A Europa é um continente relativamente secular e tem o maior número e proporção de pessoas sem religião, agnósticas e ateias no mundo ocidental, com um número particularmente elevado de pessoas que se autodescrevem como não religiosas na República Checa, Estónia, Suécia, Alemanha (Oeste) e França.

## Política

### União Europeia
Uma união constituída por mais de uma dezena de países, que fazem transações comerciais utilizando uma moeda única — Euro — e cujos interesses são representados por instituições comuns. Essa nova Europa começou a ganhar corpo em dezembro de 1991, quando os 12 países-membros da União Europeia concluíram o Tratado de Maastricht, que objetivava a união política, económica e monetária dos participantes, sem fechar espaço para novas adesões.
Através desse acordo, Alemanha, Bélgica, Dinamarca, Espanha, França, Grécia, Irlanda, Itália, Luxemburgo, Países Baixos, Portugal e Reino Unido iniciaram a caminhada da integração europeia. Áustria, Finlândia e Suécia são uns dos mais novos membros e vários outros países já entraram com seu pedido de adesão.
A reunião na cidade neerlandensa de Maastricht — que, em dezembro de 1991, consolidou a formação da União Europeia — representou um capítulo de várias etapas, cujas iniciativas pioneiras surgiram logo após a Segunda Guerra Mundial.
- Benelux (België/Belgique, Nederland e Luxembourg) — Países-membros: Bélgica, Países Baixos e Luxemburgo.
 Foi a primeira organização (1948) e tornou-se modelo e estímulo para as demais. Visava ao desenvolvimento econômico dos três países-membros e à ampliação do comércio entre eles.[98]
- CECA (Comunidade Europeia do Carvão e do Aço) — Países-membros: os integrantes do Benelux e mais Alemanha, Dinamarca, França, Reino Unido e Itália.[98]
 Primeira entidade que, já em 1951, reunia vencedores e vencidos da Segunda Guerra Mundial, a CECA tinha como objetivo principais a livre circulação de ferro, carvão, aço e outros minerais no interior da comunidade. Através da redução dos gastos com transportes e das tarifas alfandegárias, facilitava-se o escoamento daqueles produtos, essenciais à industrialização.[98]
- AELC (Associação Europeia de Livre Comércio) — Países-membros: Islândia, Liechtenstein, Noruega e Suíça (países da Europa Ocidental).[98]
 Criada em 1960, a AELC objetivava a eliminação de tarifas internacionais sobre produtos industrializados e negociação de acordos bilaterais sobre produtos agrícolas. Era prevista a unificação da AELC com a União Europeia a partir de 1995, mas a Islândia, a Noruega e a Suíça decidiram ficar de fora. A união dos dois blocos receberia o nome de Espaço Econômico Europeu ou Área Econômica Europeia.[98]

A Comunidade Económica Europeia (CEE) ou Mercado Comum Europeu (MCE) foi o embrião da atual União Europeia (UE). Seus países membros são: Alemanha, Áustria, Bélgica, Dinamarca, Espanha, Finlândia, França, Grécia, Irlanda, Itália, Luxemburgo, Países Baixos, Portugal, Reino Unido e Suécia.
Quando de sua formação, em 1957, a entidade era constituída apenas por Alemanha, Bélgica, França, Itália, Luxemburgo e Países Baixos. Em 1973, ingressaram a Dinamarca, a Irlanda e o Reino Unido; em 1981, a Grécia, e em 1986, Espanha e Portugal. Em 1995, a chamada Europa dos Doze cresceu ainda mais, ganhando a adesão de Áustria, Finlândia e Suécia.
A partir de 1994, os países-membros da Comunidade Económica Europeia, que adotou então o nome de União Europeia, se integrariam para formar um mercado único, em que seriam abolidos os sistemas alfandegários e as diferentes taxas de impostos, além das restrições ao comércio, serviços e à circulação de capitais. Isso significaria, entre outras coisas, que os habitantes da União Europeia teriam trânsito livre em todos os países-membros, inclusive para trabalho; os impostos seriam aos poucos unificados e haveria livre acesso às mercadorias e serviços de todos os países-membros dentro da comunidade.
Desde 1995, para facilitar a circulação de pessoas por alguns países da União Europeia, entrou em vigor um acordo entre Portugal, Espanha, França, Bélgica, Países Baixos, Luxemburgo e Alemanha para eliminar as barreiras alfandegárias e a obrigação da apresentação do passaporte entre esses países. Essa área recebeu o nome de Espaço Schengen, tirado da cidade luxemburguesa onde o acordo foi assinado.
No sentido da integração económica, outro passo importante seria a utilização de uma moeda comum. O ECU (European Currency Unity ou Unidade Monetária Europeia) circula, desde 1993, como padrão em operações financeiras e, apesar da discordância de alguns membros, pretendeu-se que, gradualmente, ele fosse adotado nas operações cotidianas até 1999, quando o euro entrou em vigor como moeda escritural e como moeda oficial desde 2002.
Todos os países que integram a União Europeia apresentam economia desenvolvida, ainda que existam diferenças extraordinárias entre eles, como entre Irlanda e Alemanha, por exemplo, ou Grécia e Dinamarca. A meta, no entanto, é reduzir esses contrastes, tornando a comunidade cada vez mais homogênea.
Apesar das metas em comum, há divergências entre os países-membros da União Europeia e são frequentes os atritos e necessários os ajustes para garantir a execução de tais metas. O ano de 1994 foi de provas para a integridade da União Europeia, já que ocorreram, nos países, plebiscitos para ratificar seus objetivos e confirmar ou não a adesão à União.
Na Dinamarca e no Reino Unido, as opiniões estavam muito divididas, mas o apoio à comunidade prevaleceu. Na Noruega, entretanto, sua população decidiu não ingressar na União Europeia, apesar da solicitação de adesão feita anteriormente.

### Outras organizações
Os países europeus ocidentais estão vinculados a importantes organizações que agregam países de outros continentes, como a OTAN e a OCDE.
A Organização do Tratado do Atlântico Norte (OTAN), criada em 1949, tem caráter militar. Além de países europeus, inclui outros dois banhados pelo oceano Atlântico Norte: Canadá e Estados Unidos. Seu objetivo fundamental é a cooperação militar e a defesa de seus membros, no caso de agressão internacional.
Com o fim da Guerra Fria, o papel da OTAN tem estado em segundo plano. A aliança assumiu um caráter preponderantemente político em 1990, desenvolvendo o papel de resolver crises localizadas. Vários países do Leste Europeu solicitaram o ingresso à OTAN.
A OCDE (Organização para a Cooperação e Desenvolvimento Económico) foi estabelecida em 1961 para promover bem-estar econômico e social entre seus membros e harmonizar a qualidade de vida nos países em desenvolvimento. Além de 18 países europeus, engloba também Austrália, Canadá, Japão, Nova Zelândia e Estados Unidos.

## Subdivisões

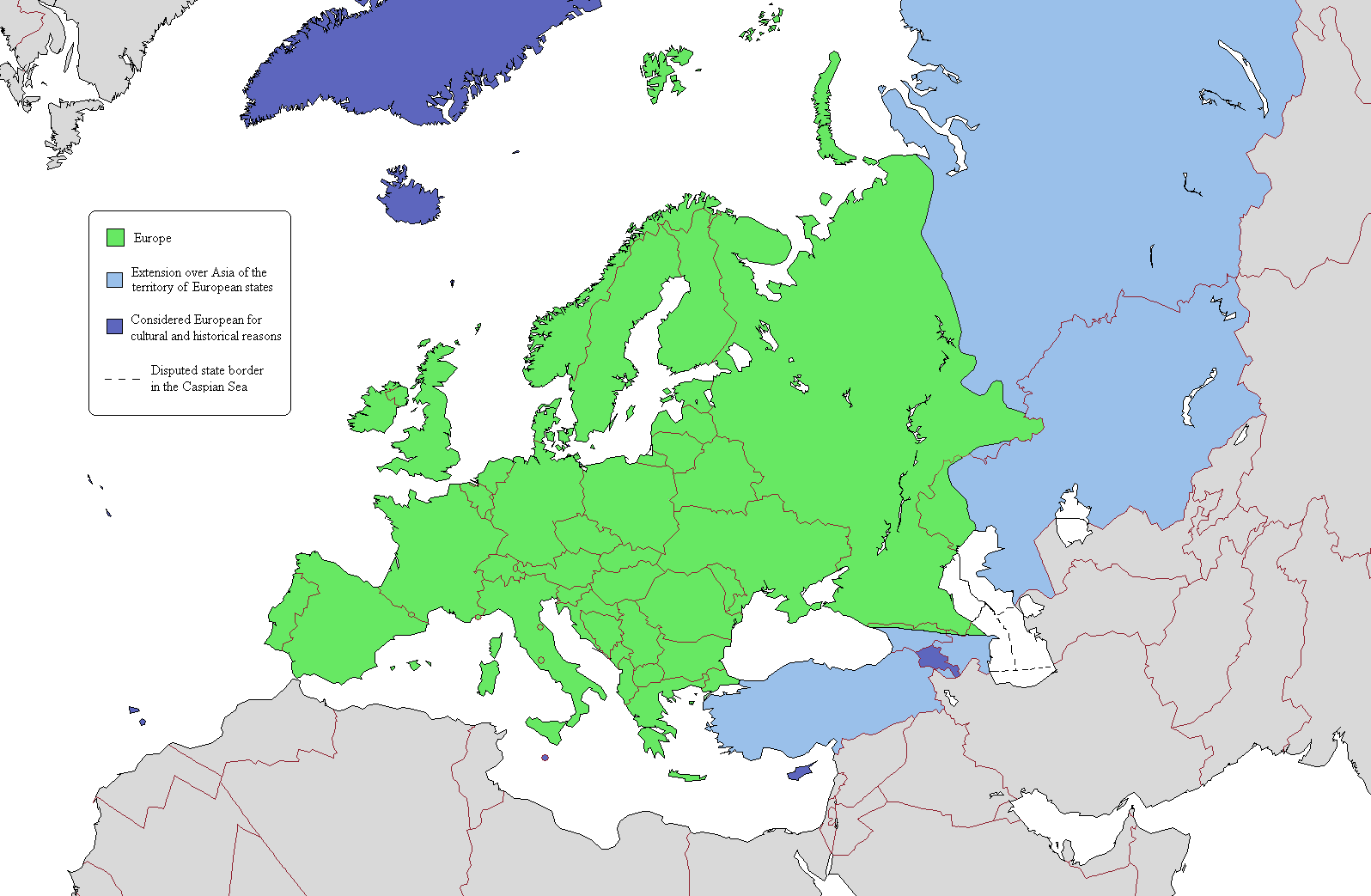
A Europa, de acordo com a definição mais aceita, é mostrada em verde (países, por vezes associados com a cultura europeia, em azul escuro, partes de estados asiáticos e europeus em azul claro)

Divisão política da Europa

Divisão contemporânea da Europa por regiões de acordo com as Nações Unidas (a definição da ONU para Europa Ocidental está marcada em azul claro):
Europa setentrional
Europa ocidental
Leste Europeu
Europa meridional

Grupos regionais de acordo com o The World Factbook

União Europeia e seus países candidatos

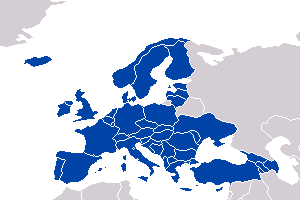
Nações do Conselho da Europa

Mapa mostrando os países membros da União Europeia e da OTAN

De acordo com definições diferentes, os territórios podem ser sujeitos a várias categorizações. Os 27 Estados Membros da União Europeia são altamente integrados economicamente e politicamente, a própria União Europeia faz parte da geografia política da Europa. A tabela abaixo mostra o esquema de sub-regiões geográficas utilizado pela Organização das Nações Unidas, ao lado do grupo regional publicado no CIA World Factbook.
| Nome do país, com a bandeira | Área (km²) | População (1 de julho de 2002 est.) | Densidade populacional (per km²) | Capital              |
| ---------------------------- | ---------- | ----------------------------------- | -------------------------------- | -------------------- |
| Albânia                      | 28 748     | 3 600 523                           | 125,2                            | Tirana               |
| Alemanha                     | 357 021    | 83 251 851                          | 233,2                            | Berlim               |
| Andorra                      | 468        | 68 403                              | 146,2                            | Andorra-a-Velha      |
| Armênia                      | 29 800     | 3 229 900                           | 101                              | Erevã                |
| Áustria                      | 83 858     | 8 169 929                           | 97,4                             | Viena                |
| Azerbaijão                   | 86 600     | 8 621 000                           | 97                               | Bacu                 |
| Bélgica                      | 30 510     | 10 274 595                          | 336,8                            | Bruxelas             |
| Bielorrússia                 | 207 600    | 10 335 382                          | 49,8                             | Minsque              |
| Bósnia e Herzegovina         | 51 129     | 4 448 500                           | 77,5                             | Saraievo             |
| Bulgária                     | 110 910    | 7 621 337                           | 68,7                             | Sófia                |
| Cazaquistão                  | 2 724 900  | 15 217 711                          | 5,6                              | Astana               |
| Chipre                       | 9 251      | 788 457                             | 85                               | Nicósia              |
| Croácia                      | 56 542     | 4 437 460                           | 77,7                             | Zagrebe              |
| Dinamarca                    | 43 094     | 5 368 854                           | 124,6                            | Copenhague           |
| Eslováquia                   | 48 845     | 5 422 366                           | 111,0                            | Bratislava           |
| Eslovênia                    | 20 273     | 1 932 917                           | 95,3                             | Liubliana            |
| Espanha                      | 504 851    | 45 061 274                          | 89,3                             | Madrid               |
| Estónia                      | 45 226     | 1 415 681                           | 31,3                             | Taline               |
| Finlândia                    | 336 593    | 5 157 537                           | 15,3                             | Helsinque            |
| França                       | 547 030    | 59 765 983                          | 109,3                            | Paris                |
| Geórgia                      | 69 700     | 4 661 473                           | 64                               | Tiblíssi             |
| Grécia                       | 131 940    | 10 645 343                          | 80,7                             | Atenas               |
| Hungria                      | 93 030     | 10 075 034                          | 108,3                            | Budapeste            |
| Irlanda                      | 70 280     | 4 234 925                           | 60,3                             | Dublim               |
| Islândia                     | 103 000    | 307 261                             | 2,7                              | Reiquiavique         |
| Itália                       | 301 230    | 58 751 711                          | 191,6                            | Roma                 |
| Letônia                      | 64 589     | 2 366 515                           | 36,6                             | Riga                 |
| Liechtenstein                | 160        | 32 842                              | 205,3                            | Vaduz                |
| Lituânia                     | 65 200     | 3 601 138                           | 55,2                             | Vilnius              |
| Luxemburgo                   | 2 586      | 448 569                             | 173,5                            | Cidade de Luxemburgo |
| Macedônia do Norte           | 25 333     | 2 054 800                           | 81,1                             | Escópia              |
| Malta                        | 316        | 397 499                             | 1 257,9                          | Valetta              |
| Moldávia                     | 33 843     | 4 434 547                           | 131,0                            | Quixinau             |
| Mónaco                       | 1,95       | 31 987                              | 16 403,6                         | Mônaco               |
| Montenegro                   | 13 812     | 616 258                             | 44,6                             | Podgoritza           |
| Noruega                      | 324 220    | 4 525 116                           | 14,0                             | Oslo                 |
| Países Baixos                | 41 526     | 16 318 199                          | 393,0                            | Amsterdã             |
| Polónia                      | 312 685    | 38 625 478                          | 123,5                            | Varsóvia             |
| Portugal                     | 91 568     | 10 409 995                          | 110,1                            | Lisboa               |
| Reino Unido                  | 244 820    | 61 100 835                          | 244,2                            | Londres              |
| Chéquia                      | 78 866     | 10 256 760                          | 130,1                            | Praga                |
| Roménia                      | 238 391    | 21 698 181                          | 91,0                             | Bucareste            |
| Rússia                       | 17 075 400 | 142 200 000                         | 26,8                             | Moscou               |
| San Marino                   | 61         | 27 730                              | 454,6                            | San Marino           |
| Sérvia                       | 88 361     | 7 495 742                           | 89,4                             | Belgrado             |
| Suécia                       | 449 964    | 9 090 113                           | 19,7                             | Estocolmo            |
| Suíça                        | 41 290     | 7 507 000                           | 176,8                            | Berna                |
| Turquia                      | 783 562    | 71 517 100                          | 93                               | Ancara               |
| Ucrânia                      | 603 700    | 48 396 470                          | 80,2                             | Kiev                 |
| Vaticano                     | 0,44       | 900                                 | 2 045,5                          | Cidade do Vaticano   |
| Total                        | 10 180 000 | 731 000 000                         | 70                               |                      |

Dentro dos referidos Estados existem várias regiões, desfrutando de ampla autonomia, bem como de vários países independentes de facto com reconhecimento internacional limitado ou reconhecido, nenhum deles é membro da ONU:
| Nome do país, com a bandeira    | Área (km²) | População (1 de julho de 2002 est.) | Densidade populacional (per km²) | Capital           |
| ------------------------------- | ---------- | ----------------------------------- | -------------------------------- | ----------------- |
| Abecásia                        | 8 432      | 216 000                             | 29                               | Sucumi            |
| Ilhas Åland ( Finlândia)        | 1 552      | 26 008                              | 16,8                             | Mariehamn         |
| Ilhas Feroé ( Dinamarca)        | 1 399      | 46 011                              | 32,9                             | Tórshavn          |
| Gibraltar ( Reino Unido)        | 5,9        | 27 714                              | 4 697,3                          | Gibraltar         |
| Guernsey ( Reino Unido)         | 78         | 64 587                              | 828,0                            | Porto de S. Pedro |
| Ilha de Man ( Reino Unido)      | 572        | 73 873                              | 129,1                            | Douglas           |
| Jersey ( Reino Unido)           | 116        | 89 775                              | 773,9                            | Santo Helério     |
| Kosovo                          | 10 887     | 2 126 708                           | 220                              | Pristina          |
| Artsaque                        | 11 458     | 138 800                             | 12                               | Estepanaquerte    |
| Chipre do Norte                 | 3 355      | 265 100                             | 78                               | Nicósia do Norte  |
| Ossétia do Sul                  | 3 900      | 70 000                              | 18                               | Tsequinváli       |
| Svalbard e Jan Mayen ( Noruega) | 62 049     | 2 868                               | 0,046                            | Longyearbyen      |
| Transnístria                    | 4 163      | 537 000                             | 133                              | Tiraspol          |

### Regiões
De acordo com os pontos de vista espacial e económico, podemos dividir o continente em: Europa Ocidental, Europa Setentrional, Europa Centro-Oriental e Europa Meridional. Sendo:

Grupos regionais de Europa

- Europa Ocidental: região que abrange alguns dos chamados países atlânticos, ou seja, banhados pelo oceano Atlântico (Reino Unido, Irlanda e França); os que mantêm relação direta com o Atlântico através do mar do Norte: Países Baixos, Bélgica e Alemanha; e os países sem saída para o mar, mas que estão direta ou indiretamente vinculados ao Ocidente (Áustria, Suíça, Luxemburgo e Liechtenstein).
- Europa Setentrional: região que engloba a Noruega e a Suécia, localizadas na península Escandinava, além da Finlândia, Islândia e Dinamarca; abrange também a Estônia, Letônia e Lituânia, que a partir de 1990 se tornaram independentes da então União Soviética. A inclusão desses países na região justifica-se por motivos económicos e pela sua proximidade étnica e cultural com os finlandeses.
- Europa Centro-Oriental: É formada pelo conjunto dos antigos países socialistas do Leste — Polónia, Chéquia, Eslováquia, Hungria, Roménia, Bulgária, Albânia, Sérvia, Montenegro, Kosovo, Eslovénia, Croácia, Bósnia e Herzegovina e Macedónia do Norte — e pelas repúblicas que constituíam a antiga União Soviética, em sua parte europeia: Bielorrússia, Ucrânia, Moldávia, Geórgia, Arménia, Azerbaijão e a Rússia Europeia.
- Europa Meridional: região que, também chamada de mediterrânea, compreende os países situados no sul do continente, quase todos banhados pelo mar Mediterrâneo: Portugal, Espanha, Itália, Grécia e Turquia europeia, além de vários microestados — Vaticano, San Marino, Mónaco, Malta e Andorra.

## Economia

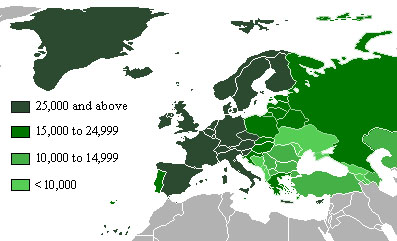
As nações europeias segundo o seu PIB (nominal) per capita em 2002

Como um continente, a economia da Europa é atualmente a maior do planeta e é a região mais rica como medido por ativos sob gestão, com mais de 32,7 trilhões de dólares em relação ao 27,1 trilhões de dólares da América do Norte. Tal como acontece com outros continentes, a Europa tem uma grande variação da riqueza entre os seus países. Os países mais ricos tendem a estar no Ocidente, enquanto algumas das economias do Leste ainda estão emergindo do colapso da União Soviética e da Iugoslávia.
A União Europeia, um organismo intergovernamental composto por 28 estados europeus, compreende o maior espaço económico único no mundo. Atualmente, para 19 países da UE, o euro é a moeda comum. Cinco países europeus classificam-se entre as dez maiores economias nacionais do mundo por PIB (PPC). Isso inclui (classificação de acordo com a CIA): Alemanha (5), Reino Unido (6), Rússia (7), França (8) e Itália (10).

### Pré-1945: crescimento industrial
O capitalismo tem sido dominante no mundo ocidental desde o fim do feudalismo. Da Grã-Bretanha, que gradualmente se espalhou pela Europa. A Revolução Industrial começou na Europa, mais concretamente ao Reino Unido no final do século XVIII, e no século XIX impulsionou a industrialização da Europa ocidental. Economias foram interrompidas pela Primeira Guerra Mundial, mas até o início da Segunda Guerra Mundial já tinham se recuperado e estavam tendo que competir com a crescente força económica dos Estados Unidos. A Segunda Guerra Mundial, novamente, danificados muito as indústrias europeias.

### 1945–1990: A Guerra Fria

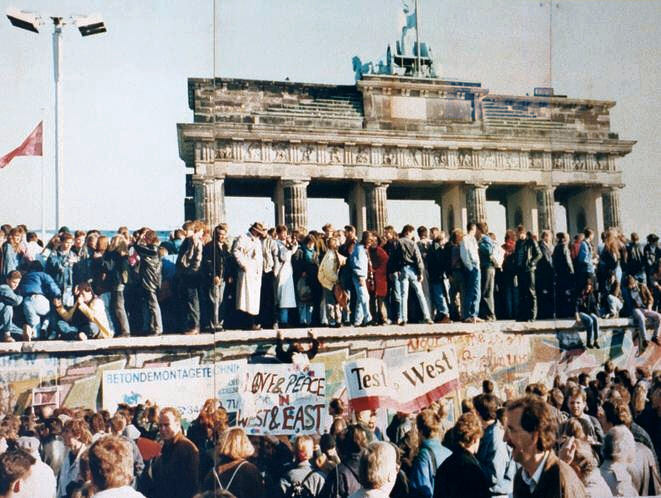
Queda do Muro de Berlim em 1989

Após a Segunda Guerra Mundial, a economia do Reino Unido estava em estado de ruína, e continuou a sofrer um relativo declínio econômico nas décadas seguintes. A Itália também estava em má condição económica, mas recuperou um elevado nível de crescimento na década de 1950. A Alemanha Ocidental recuperou-se rapidamente e dobrou a produção de níveis pré-guerra na década de 1950. A França também organizou um retorno notável a um crescimento rápido e a modernização e, mais tarde a Espanha, sob a liderança de Franco, também recuperou-se, e a nação obteve um enorme crescimento econômico sem precedentes no início da década de 1960, em que é chamado de milagre espanhol. A maioria dos estados da Europa Oriental ficou sob o controle da URSS e, portanto, eram membros do Conselho para Assistência Econômica Mútua (COMECON).
Os estados que mantiveram um sistema de livre mercado foram agraciados com uma grande quantidade de ajuda dos Estados Unidos ao abrigo do Plano Marshall. Os Estados ocidentais mudaram para ligar as suas economias em conjunto, fornecendo a base para a UE e o aumento do comércio transfronteiriço. Isso ajudou-os a desfrutar de uma rápida melhora de suas economias, enquanto os estados da COMECON estavam lutando em grande parte devido ao custo da Guerra Fria. Até 1990, a Comunidade Europeia foi ampliado de 6 para 12 membros fundadores. A ênfase na ressurreição da economia da Alemanha Ocidental levou a ultrapassagem do Reino Unido como a maior economia da Europa.

### 1991–2013: O crescimento da UE

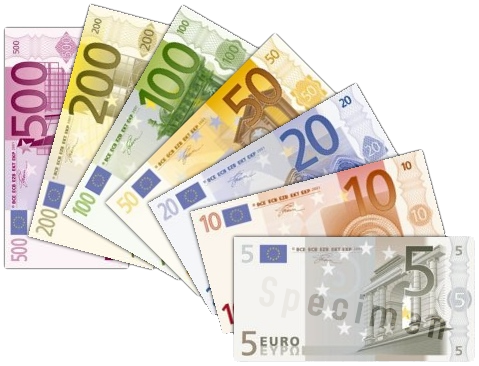
Notas do euro, a moeda da Zona Euro

Com a queda do comunismo na Europa Oriental, em 1991, os estados do Leste tiveram de se adaptar a um sistema de mercado livre. Havia vários graus de sucesso com os países centro-europeus, como Polónia, Hungria e Eslovénia, que se adaptaram razoavelmente rápido, enquanto estados do Leste como a Ucrânia e a Rússia, estão levando muito mais tempo. A Europa Ocidental ajudou a Europa Oriental, formando laços ao nível da economia.
Após o Leste e o Oeste da Alemanha se reunirem em 1990, a economia da Alemanha Ocidental, apoiou a reconstrução da infraestrutura da Alemanha Oriental. A Jugoslávia mostrou um atraso maior, sendo devastada pela guerra e em 2003 ainda havia muitas tropas de paz da e da OTAN no Kosovo, na Macedónia do Norte, na Bósnia e Herzegovina, sendo apenas a Eslovénia que conseguiu fazer algum progresso real.
Na mudança do milênio, a União Europeia dominou a economia da Europa, que inclui as cinco maiores economias europeias da época a Alemanha, Reino Unido, França, Itália e Espanha. Em 1999, 12 dos 15 membros da UE aderiram à Zona Euro substituindo suas antigas moedas nacionais pelo euro comum. Os três que optaram por permanecer fora da zona euro foram Reino Unido Dinamarca e Suécia.

### 2008–2009: Recessão
A Zona Euro entrou em sua primeira recessão oficial no terceiro trimestre de 2008, os números oficiais confirmados em janeiro de 2009. A crise econômica do final dos anos 2000, que teve início nos Estados Unidos, propagou-se de forma rápida para a Europa e afetou grande parte da região. A taxa de desemprego oficial nos 16 países que usam o euro subiu para 9,5% em maio de 2009. Os jovens trabalhadores da Europa têm sido especialmente atingidos. No primeiro trimestre de 2009, a taxa de desemprego na UE-27 para pessoas entre 15–24 anos foi de 18,3%.

## Cultura
A cultura europeia pode ser melhor descrita como uma série de culturas sobrepostas e que envolve questões de Ocidente contra Oriente e Cristianismo contra Islão. Existem várias linhas de ruptura culturais através do continente e movimentos culturais inovadores discordam uns dos outros. De acordo com Andreas Kaplan, o continente Europeu pode ser definido como "diversidade cultural máxima a uma distância geográfica mínima". Assim, uma "cultura comum europeia" ou "valores comuns europeus", é algo cuja definição é mais complexa do que parece.

### Desporto

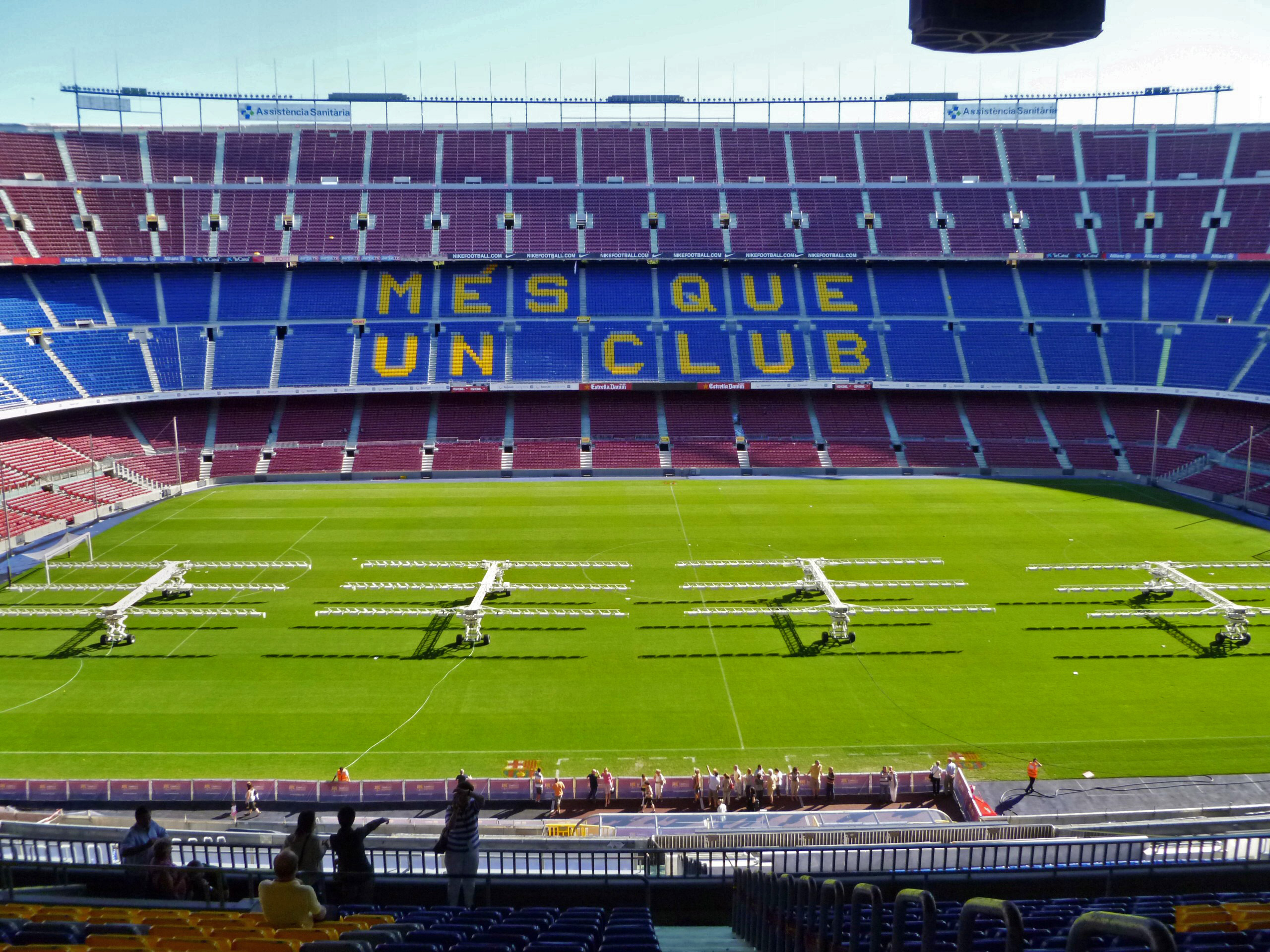
Camp Nou, o maior estádio de futebol do continente, em Barcelona, Espanha

Na Europa pratica-se uma considerável quantidade de modalidades desportivas. O desporto mais popular é o futebol, representado pela UEFA. O torneio mais importante de seleções é o Campeonato Europeu de Futebol, enquanto o de clubes é a Liga dos Campeões da UEFA. Em relação ao Campeonato do Mundo de Futebol, em dez edições países europeus sediaram o evento e cinco seleções europeias já venceram o torneio.